# Nueva Gales del Sur
Nueva Gales del Sur (en inglés: New South Wales,abreviado como NSW, pronunciado /njuː saʊθ weɪlz/) es uno de los seis estados que conforman la Mancomunidad de Australia (junto con los dos territorios continentales y los seis insulares). Su capital y ciudad más poblada es Sídney.
Con una superficie de 809.444 kilómetros cuadrados tiene un tamaño equivalente al de Turquía. Está ubicado al sureste del país y limita al norte con Queensland, al este con el mar de Tasmania (océano Pacífico), al sur con Victoria mediante el río Murray y al oeste con Australia Meridional, además de englobar Canberra. Con 7 272 800 habs. en 2012 es el estado más poblado del país.
Fue fundado en 1788 y originalmente incluyó buena parte de la tierra de Australia, Nueva Zelanda y otras islas de la región. Sin embargo, durante el siglo XIX, se separaron varios territorios de este estado, formando las colonias británicas de Tasmania, Australia Meridional, Victoria, Queensland y Nueva Zelanda.
Nueva Gales del Sur posee Port Jackson, el puerto más importante de la capital y Sídney, donde viven aproximadamente dos tercios de la población total del estado. También es conocida por varios pueblos pequeños del campo como Tamworth, el «hogar de la música country» de Australia[cita requerida].

## Historia

### Aborígenes
Los primeros habitantes de la región fueron las tribus aborígenes que llegaron a Australia hace aproximadamente entre cuarenta y sesenta mil años.

### Colonia británica (1788)
El avistamiento europeo de Nueva Gales del Sur lo llevó a cabo  el capitán James Cook en su viaje de 1770 a lo largo de la costa oriental del continente inexplorado al que se llamaba  «Nueva Holanda» (en inglés: New Holland). En su diario de a bordo —por triplicado según las órdenes del almirantazgo–, Cook primero llamó dicha tierra bajo el nombre de «Nueva Gales» (New Wales). Sin embargo, en la copia en poder del Ministerio de marina, le cambió el nombre a «Nueva Gales del Sur».
El primer asentamiento británico fue lo que en la historia de Australia se conoce como la «Primera Flota». Esta flota fue comandada por el capitán Arthur Phillip, quien asumió el cargo de gobernador del asentamiento desde su llegada en 1788 hasta 1792.
Tras años de caos, anarquía y el derrocamiento del gobernador William Bligh, un nuevo gobernador, el teniente coronel (más tarde el general) Lachlan Macquarie, fue enviado de Gran Bretaña a reformar el asentamiento en 1809. Durante su tiempo como gobernador, Macquarie encargó la construcción de carreteras, muelles, iglesias y edificios públicos, envió exploradores desde Sídney y empleó a un planificador para diseñar el trazado de las calles de dicha ciudad. El legado de Macquarie es aún evidente hoy en día[cita requerida].

### SigloXIX
Durante el siglo XIX, áreas extensas se separan sucesivamente para formar las colonias británicas de Tasmania (proclamada como colonia separada denominada Tierra de Van Diemen en 1825), Australia Meridional (1836), Victoria (1851) y Queensland (1859). La colonia recibió un gobierno responsable en 1855. Tras el Tratado de Waitangi, William Hobson declaró la soberanía británica sobre Nueva Zelanda en 1840. En 1841, se separó de la colonia de Nueva Gales del Sur para formar la nueva colonia de Nueva Zelanda.
Charles Darwin visitó Australia en enero de 1836 y en El viaje del Beagle (capítulo 19 de la 11.ª edición) escribe sobre Nueva Gales del Sur, sobre sus especulaciones sobre el origen geológico y la formación de los grandes valles, la población aborigen, la situación de los convictos, y las perspectivas futuras del país.

### Federación de Australia (1901)
Hacia fines del siglo XIX, el movimiento hacia la federación entre las colonias australianas cobró impulso. Convenios y foros relacionados con líderes de la colonia se realizaron sobre una base regular. Los defensores de Nueva Gales del Sur como un estado de libre comercio estaban en conflicto con la otra colonia líder, Victoria, que tenía una economía proteccionista. En ese momento las aduanas eran comunes en las fronteras, incluso en el río Murray.
Viajar de Nueva Gales del Sur de Victoria en aquellos días era muy difícil. Los partidarios de la federación incluían al premier de Nueva Gales del Sur sir Henry Parkes, cuyo discurso de Tenterfield de 1889 (dado en Tenterfield) fue fundamental para reunir apoyo para la participación de Nueva Gales del Sur. Edmund Barton, quien luego se convertiría en el primer ministro de Australia, fue otro gran defensor de la federación y de una reunión celebrada en Corowa en 1893 redactó una constitución inicial.

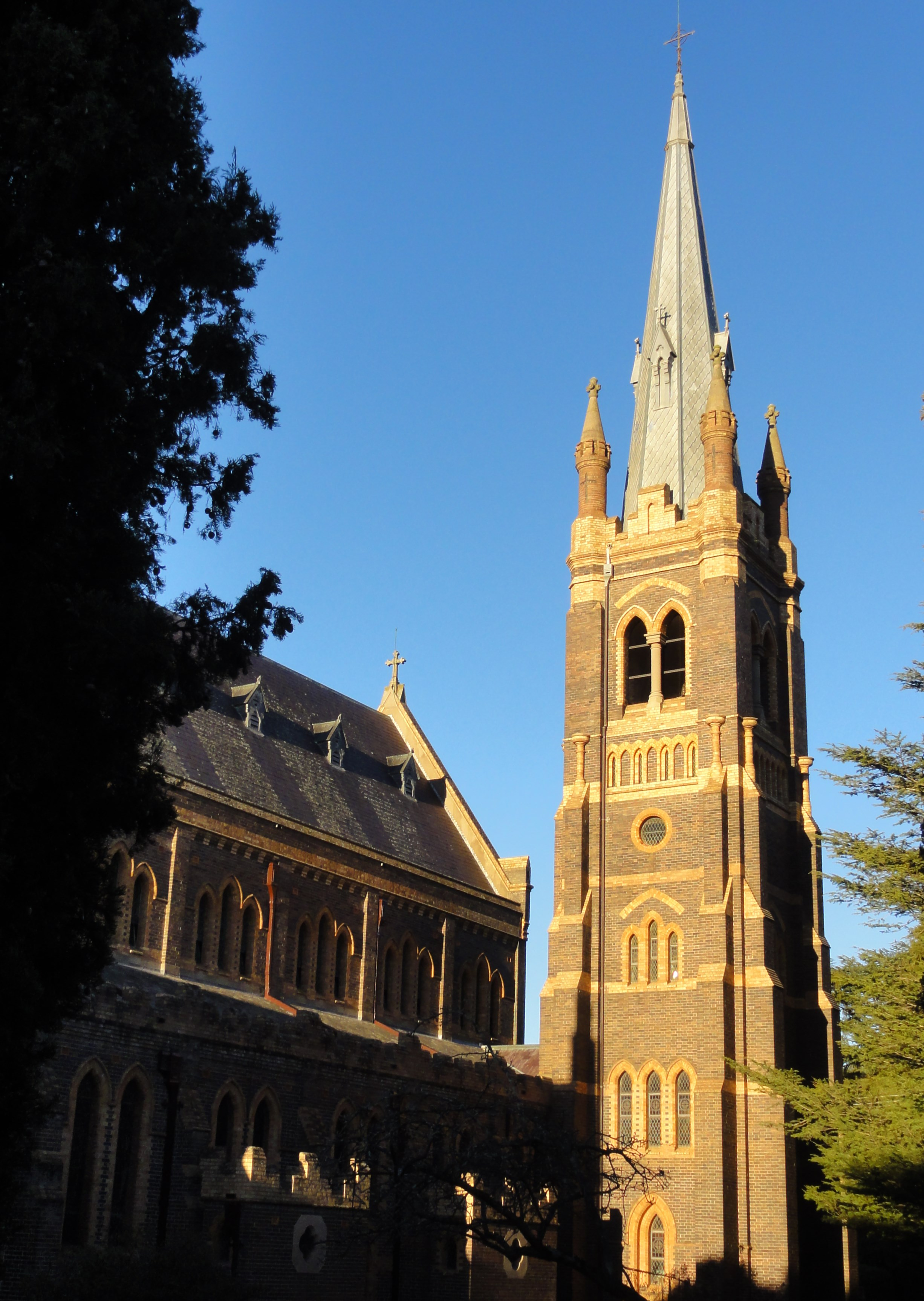
La catedral de Santa María y San José en Armidale en el corazón de Nueva Inglaterra fue consagrada en 1919 fue declarada patrimonio estatal en 2015.

En 1898 se celebraron referendos populares sobre la federación propuesta y fueron llevados a cabo en Nueva Gales del Sur, Victoria, Australia Meridional y Tasmania. Todos los votos resultaron en una mayoría a favor, pero el gobierno del premier de Nueva Gales del Sur George Reid (popularmente conocido como «sí-no Reid», debido a sus constantes cambios de opinión sobre el tema) había establecido un requisito de una votación positiva más alta que solo una mayoría simple, que a fin de cuentas no se cumplió.
En 1899 se celebraron referendos posteriores en los mismos estados, así como en Queensland (pero no en Australia Occidental). Todos resultaron en un «sí» con una mayoría en aumento con respecto al año anterior. Nueva Gales del Sur reunía las condiciones que su gobierno se había fijado para el «sí». Como solución de compromiso a la pregunta sobre dónde se encontraría la capital, se hizo un acuerdo de que el sitio iba a ser dentro de Nueva Gales del Sur, pero a no más de 100 millas (161 kilómetros) de Sídney, mientras que la capital provisional sería Melbourne. Finalmente, Nueva Gales cedería el área que ahora forma el Territorio de la Capital Australiana cuando se seleccionó a Canberra.

### SigloXX
En los años posteriores a la Primera Guerra Mundial, los altos precios disfrutados durante la guerra cayeron con la reanudación del comercio internacional, y los agricultores se mostraron cada vez más descontentos con los precios fijos pagados por las autoridades de comercialización obligatorias establecidos como medida de guerra por el gobierno de Hughes. En 1919, los agricultores formaron el Partido del Campo (Country Party), liderado a nivel nacional por Earle Page, un médico de Grafton, y en el ámbito estatal por Michael Bruxner, un pequeño agricultor de Tenterfield.
La Gran Depresión que comenzó en 1929 marcó el comienzo de un período de conflictos políticos y de clase en Nueva Gales del Sur. El desempleo masivo y el colapso de los precios de las materias primas trajeron la ruina tanto a los trabajadores de la ciudad como para los agricultores. El beneficiario del descontento resultante no fue el Partido Comunista, que seguía siendo pequeño y débil, sino el populismo laborista de Jack Lang. 
El segundo gobierno de Lang fue elegido en noviembre de 1930 en una política de repudiar la deuda de Nueva Gales del Sur para los tenedores de bonos británicos y utilizar el dinero en lugar de ayudar a los desempleados a través de obras públicas. Esto fue denunciado como ilegal por parte de los conservadores, y también por el gobierno federal laborista de James Scullin. El resultado fue que los partidarios de Lang en el caucus federal derribaron el gobierno de Scullin, causando una fracción de segundo amargo en el Partido Laborista. En mayo de 1932, el gobernador, sir Philip Game desestimó su gobierno. La posterior elección fue ganada por la oposición conservadora.

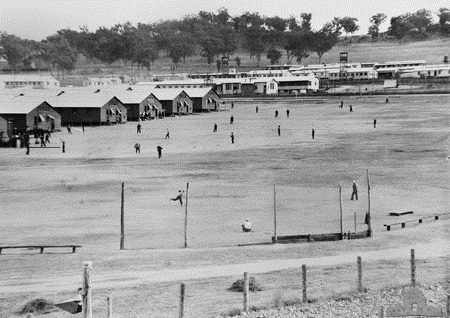
Campo japonés de prisioneros en Cowra, 1944

Al estallar la Segunda Guerra Mundial en 1939, las diferencias entre Nueva Gales del Sur y otros estados que habían surgido en el siglo XIX se habían desvanecido como consecuencia de la federación y el desarrollo económico detrás de un muro de protección arancelaria. Nueva Gales del Sur continuó superando a Victoria como el centro de la industria, y cada vez más de las finanzas, así como el comercio. Los Laboristas volvieron a la oficina, bajo la dirección moderada de William McKell en 1941 y permanecieron en el poder durante 24 años. La Segunda Guerra Mundial vio otro aumento en el desarrollo industrial para satisfacer las necesidades de una economía de guerra, así como la eliminación del desempleo.

### Período de posguerra
El gobierno laborista introdujo dos semanas de vacaciones pagadas anuales para la mayoría de los trabajadores de Nueva Gales del Sur en 1944, y en 1947 se implementó la semana laboral de 40 horas. El auge económico de la posguerra trajo consigo un empleo casi pleno y un aumento del nivel de vida, y el gobierno se embarcó en grandes programas de gasto en vivienda, presas, generación de electricidad y otras infraestructuras. En 1954, el gobierno anunció un plan para la construcción de un teatro de ópera en Bennelong Point. El concurso de diseño lo ganó Jørn Utzon. La controversia sobre el coste de la Ópera de Sídney y los retrasos en la construcción se convirtió en un tema político y fue uno de los factores que contribuyeron a la derrota del Partido Laborista en 1965 a manos de la coalición conservadora del Partido Liberal y el Partido Rural, liderada por Robert Askin.
El gobierno de Askin promovió el desarrollo privado, las cuestiones de orden público y un mayor apoyo estatal a las escuelas no gubernamentales. Sin embargo, Askin, un antiguo corredor de apuestas, se vio cada vez más relacionado con las apuestas ilegales, el juego y la corrupción policial.

A finales de la década de 1960, un movimiento secesionista en la región de Nueva Inglaterra del estado llevó a un referéndum en 1967 sobre la cuestión, que fue rechazado por un estrecho margen. El nuevo estado habría comprendido gran parte del norte de Nueva Gales del Sur, incluida Newcastle.

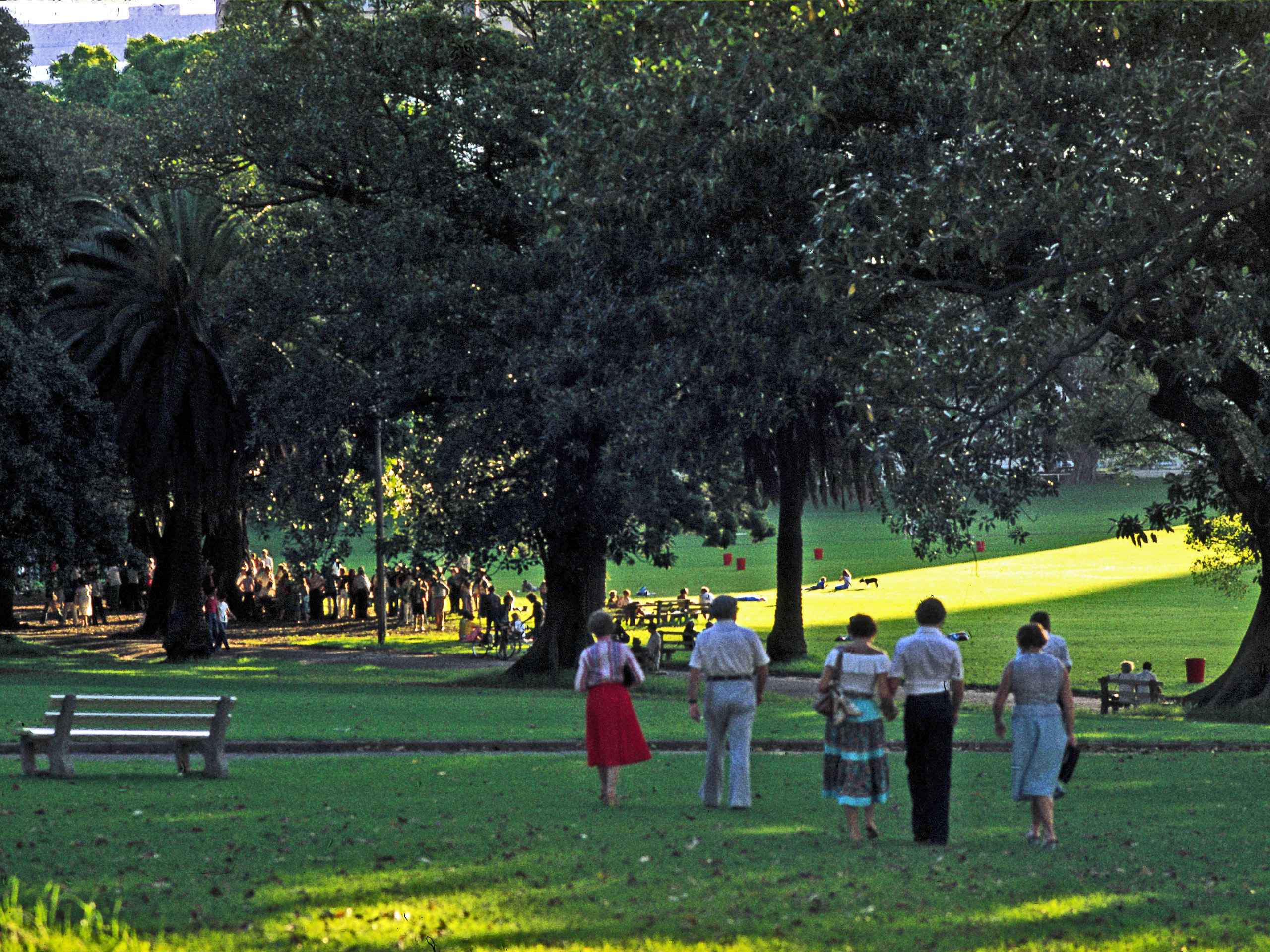
Sídney en marzo de 1978

La dimisión de Askin en 1975 fue seguida por varios mandatos breves de líderes del Partido Liberal. Cuando se celebraron las elecciones generales en 1976, el ALP, liderado por Neville Wran, llegó al poder. Wran fue capaz de transformar esta estrecha victoria por un escaño en victorias aplastantes (conocidas como Wranslides) en 1978 y 1981.
Tras obtener una cómoda mayoría, aunque reducida, en 1984, Wran dimitió como primer ministro y abandonó el Parlamento. Su sustituto, Barrie Unsworth, luchó por salir de la sombra de Wran y perdió las elecciones de 1988 frente a un resurgido Partido Liberal liderado por Nick Greiner. El gobierno de Greiner se embarcó en un programa de eficiencia que incluía recortes en el sector público, la corporativización de las agencias gubernamentales y la privatización de algunos servicios públicos. Se creó una Comisión Independiente contra la Corrupción (ICAC). Greiner convocó elecciones anticipadas en 1991, en las que se esperaba que ganaran los liberales. Sin embargo, el ALP obtuvo muy buenos resultados y los liberales perdieron su mayoría y necesitaron el apoyo de los independientes para mantener el poder.
En 1992, Greiner fue investigado por la ICAC por posible corrupción por ofrecer un puesto en la función pública a un antiguo diputado liberal. Greiner dimitió, pero posteriormente fue absuelto de los cargos de corrupción. Su sustituto como líder liberal y primer ministro fue John Fahey, cuyo gobierno perdió por un estrecho margen las elecciones de 1995 frente al ALP de Bob Carr, que se convertiría en el primer ministro con más años de servicio del estado.

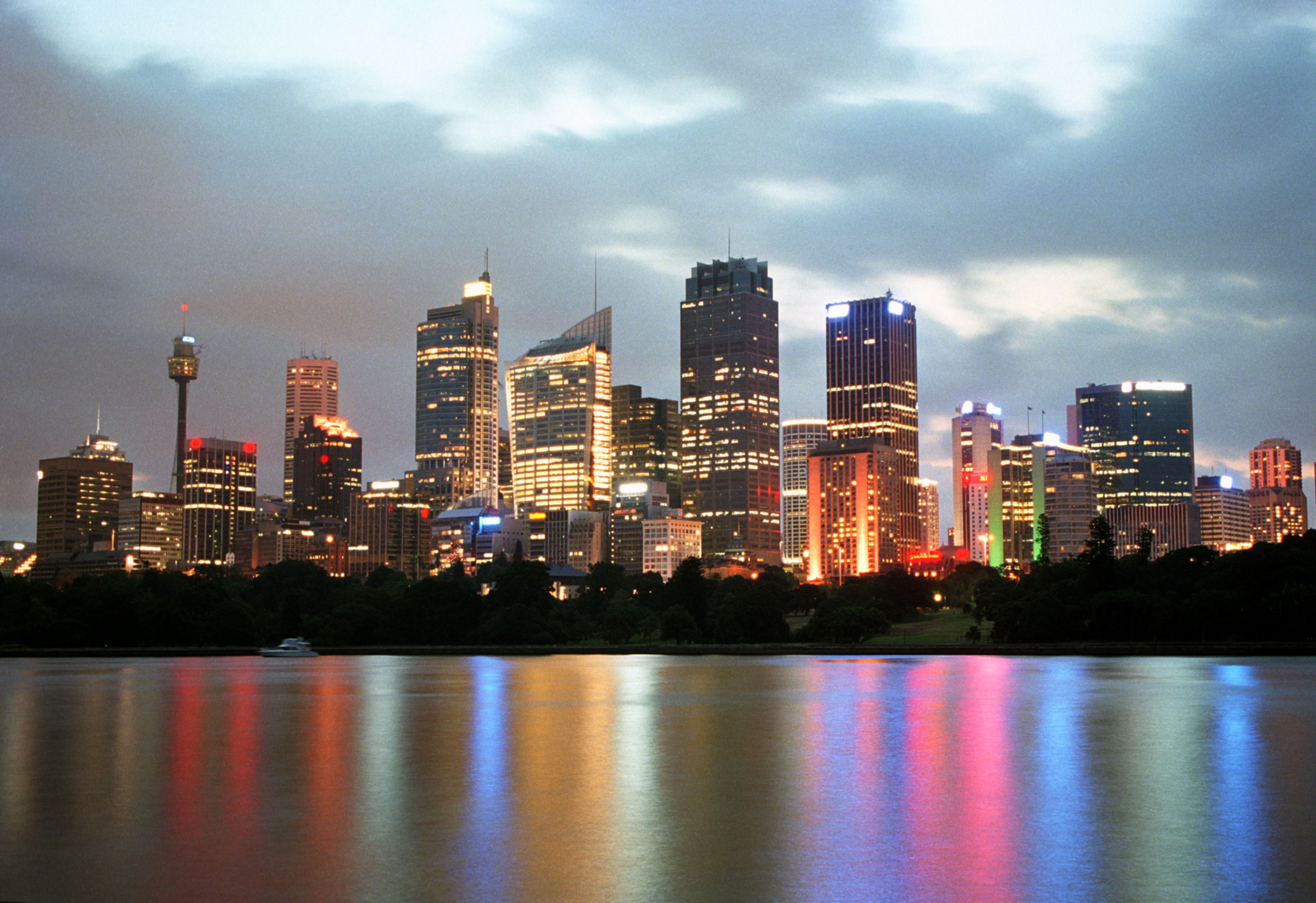
Sídney por la noche en 2001

El gobierno de Carr (1995-2005) continuó en gran medida con el enfoque de sus predecesores en la prestación eficiente de servicios públicos como la sanidad, la educación, el transporte y la electricidad. Se hizo cada vez más hincapié en las asociaciones público-privadas para construir infraestructuras como autopistas, túneles y enlaces ferroviarios. El gobierno de Carr ganó popularidad por su exitosa organización de eventos internacionales, especialmente los Juegos Olímpicos de Sídney 2000, pero el propio Carr criticó al gobierno federal por su elevada tasa de inmigración, argumentando que un número desproporcionado de nuevos inmigrantes se estaba estableciendo en Sídney, lo que suponía una presión excesiva para las infraestructuras del estado.
Carr dimitió inesperadamente de su cargo en 2005 y fue sustituido por Morris Iemma, que siguió siendo primer ministro tras ser reelegido en las elecciones estatales de marzo de 2007, hasta que fue sustituido por Nathan Rees en septiembre de 2008. Rees fue sustituido posteriormente por Kristina Keneally en diciembre de 2009, que se convirtió en la primera mujer primera ministra de Nueva Gales del Sur.  El gobierno de Keneally fue derrotado en las elecciones estatales de 2011 y Barry O'Farrell asumió el cargo de primer ministro el 28 de marzo. El 17 de abril de 2014, O'Farrell dimitió como primer ministro tras engañar a una investigación de la ICAC sobre el regalo de una botella de vino. El Partido Liberal eligió entonces al tesorero Mike Baird como líder del partido y primer ministro. Baird dimitió como primer ministro el 23 de enero de 2017 y fue sustituido por Gladys Berejiklian.
El 23 de marzo de 2019, Berejiklian llevó a la Coalición a un tercer mandato. Mantuvo altos índices de aprobación personal por su gestión de la crisis de los incendios forestales y la pandemia de COVID-19. Sin embargo, Berejiklian dimitió como primera ministra el 5 de octubre de 2021, tras la apertura de una investigación de la ICAC sobre sus acciones entre 2012 y 2018. Fue sustituida por Dominic Perrottet.

## Geografía

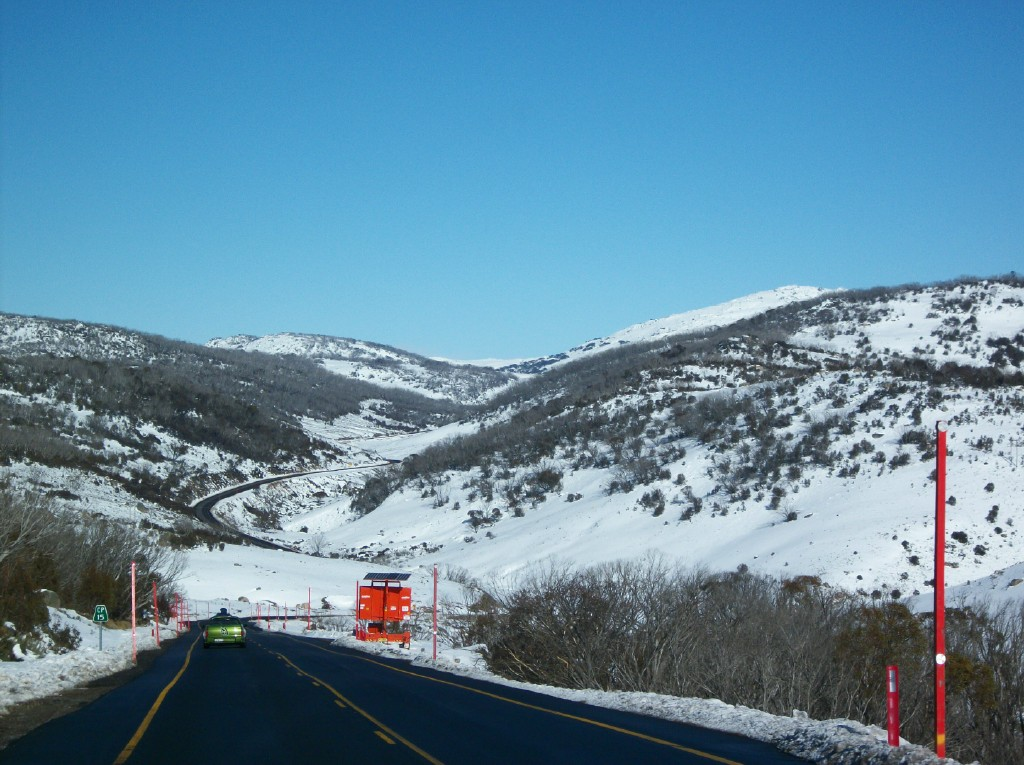
Las Montañas Snowy.

Nueva Gales del Sur limita al norte con Queensland, en el oeste con Australia Meridional, al sur con Victoria y al este con el mar de Tasmania. El Territorio de la Capital Australiana y el Territorio de Jervis Bay forman una entidad administrada por separado que está rodeada en su totalidad por Nueva Gales del Sur. El estado se divide geográficamente en cuatro áreas. Las tres ciudades más grandes de Nueva Gales del Sur, Sídney, Newcastle y Wollongong, se encuentran cerca del centro de una estrecha franja costera que se extiende desde las zonas templadas frías de la costa del sur a las zonas subtropicales cerca de la frontera con Queensland.
Otras ciudades destacadas son Gosford, también ubicada en la costa, y las localidades de Albury, Broken Hill, Dubbo, Tamworth, Armidale, Lismore, Nowra, Griffith, Leeton, Wagga Wagga, Goulburn y Coffs Harbour.
Físicamente, el estado de Nueva Gales del Sur puede dividirse en cuatro secciones:
- La franja costera, con climas que van desde el fresco templado en el extremo sur hasta el casi subtropical en la frontera con Queensland.
- Las regiones montañosas de la Gran Barrera Divisoria y las tierras altas a su alrededor. Muchos picos superan los mil metros de altitud, siendo el más alto el Monte Kosciuszko, con 2.229 metros.
- Las llanuras destinadas sobre todo a la agricultura que ocupan buena parte de la superficie del estado. La densidad de población es aquí muy inferior a la de la costa.
- Las llanuras áridas del extremo noroccidental del estado, casi inhabitables.

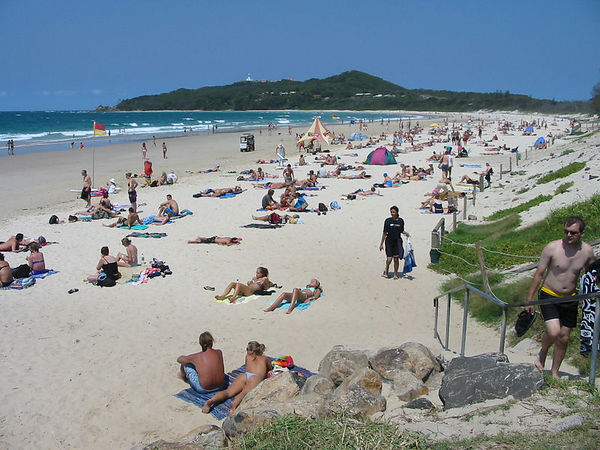
Playa de Byron Bay en la costa norte de Nueva Gales del Sur.

La región de Illawarra se centra en la ciudad de Wollongong, con Shoalhaven, Eurobodalla y la Costa Sapphire al sur. La Costa Central se encuentra entre Sídney y Newcastle, con las regiones de Mid North Coast y Northern Rivers que llegan al norte de la frontera con Queensland. El turismo es importante para la economía de las ciudades costeras, como Coffs Harbour, Lismore, Nowra y Port Macquarie, pero la región también produce mariscos, carne, lácteos, frutas, caña de azúcar y madera.
La Gran Cordillera Divisoria se extiende desde Victoria, en el sur a través de Nueva Gales del Sur hasta Queensland, paralela a la estrecha llanura costera. Esta área incluye las Montañas Snowy, las mesetas del norte, centro y sur, las tierras altas del sur y las laderas del suroeste. Aunque no son particularmente pronunciados, muchos picos de la cordillera se alzan a más de 1000 metros (3.281 pies), con el Monte Kosciuszko alcanzando los 2.229 m (7.313 pies). El esquí en Australia se inició en esta región, en Kiandra hacia 1861. La temporada de esquí relativamente corta suscribe a la industria turística en las montañas Snowy. La agricultura, en particular la industria de la lana, es importante a lo largo de las tierras altas. Entre los centros principales se incluyen Armidale, Bathurst, Bowral, Goulburn, Inverell, Orange, Queanbeyan y Tamworth.
Hay numerosos bosques en Nueva Gales del Sur, con especies tales como el Eucalipto Red Gum y el Fresno Crow (Flindersia australis).

### Triángulo de oro
En Nueva Gales del sur se encuentra el llamado Triángulo de oro ('Golden Triangle'), una región agrícola muy productiva.
Tiene fama de ser una tierra agrícola de primera categoría, en particular para cultivos de cereales como el trigo y la cebada, de donde deriva el término Golden. La comunidad agrícola considera en general que esta región está al este de la Autopista Newell y que se extiende entre los pueblos de North Star, Croppa Creek y Crooble. Otras descripciones amplían la zona entre los pueblos más conocidos de Boggabilla, Warialda y Moree, Nueva Gales del Sur. 
Menos digna de crédito es la descripción de ser la región delimitada por los pueblos de Narrabri, Moree e Inverell, ya que esta zona tiene importantes cambios climáticos al oeste de la autopista de Newell, también los cambios en las características geográficas de las llanuras a las mesetas y las características del suelo significan que la ampliación de la zona hace que la mezcla de empresas pase de ser sustancialmente agrícola a ser ganadera. 

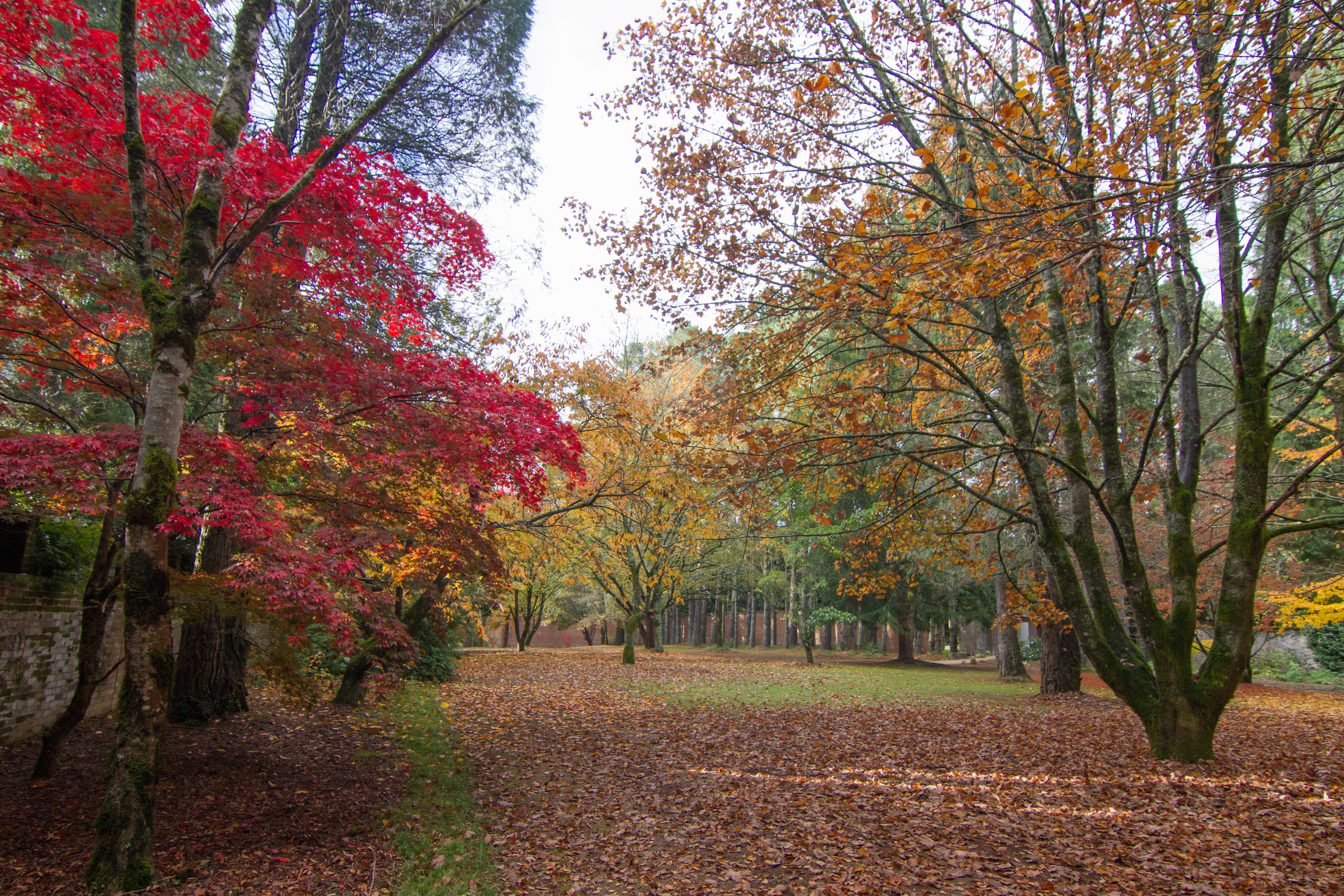
Jardines Breenhold, Monte Wilson, Nueva Gales del Sur

### Clima
Algo más de la mitad del estado tiene un clima árido o semiárido, con precipitaciones medias de entre 150 y 500 milímetros (5,9 y 19,7 pulgadas) al año en la mayor parte de esta zona climática. Las temperaturas en verano pueden ser muy altas, mientras que las noches de invierno pueden ser bastante frías en esta región. Las precipitaciones varían en todo el estado. El extremo noroeste es el que menos recibe, menos de 180 mm (7 pulgadas) al año, mientras que el este recibe entre 700 y 1400 mm (28 y 55 pulgadas) de lluvia.
El clima a lo largo de la llanura costera al este de la cordillera varía desde oceánico en el sur hasta subtropical húmedo en la mitad norte del estado, justo encima de Wollongong. Las precipitaciones son más abundantes en esta zona; sin embargo, siguen variando entre unos 800 milímetros (31 pulgadas) y hasta 3000 milímetros (120 pulgadas) en las zonas más húmedas, como Dorrigo. 

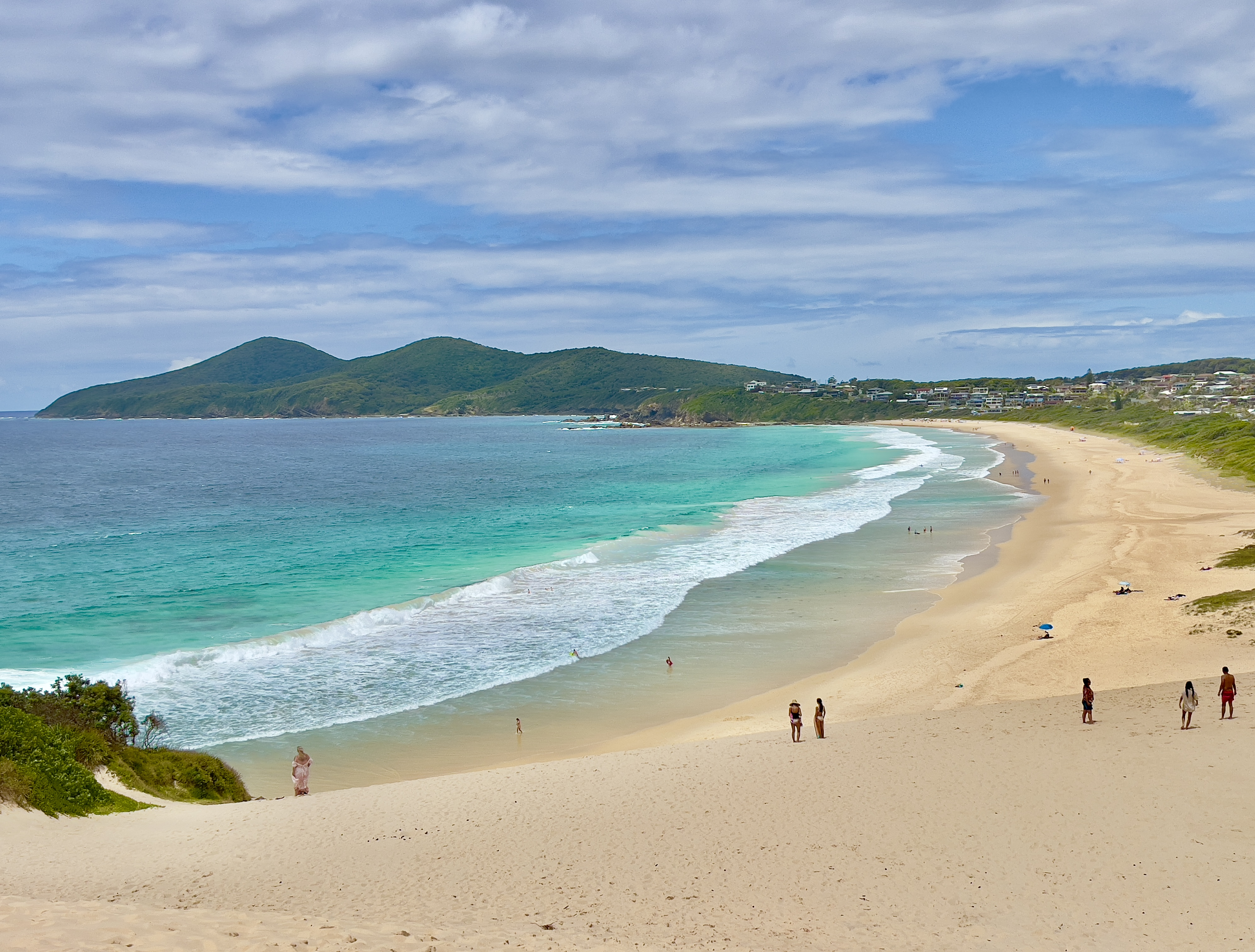
La playa One Mile en Nueva Gales del Sur

En el sur del estado, en el lado occidental de la Gran Cordillera Divisoria, las precipitaciones son más abundantes en invierno debido a los frentes fríos que se desplazan por el sur de Australia, mientras que en el norte, alrededor de Lismore, las lluvias son más intensas en verano debido a los sistemas tropicales y, en ocasiones, incluso a los ciclones.  A finales del invierno, la llanura costera es relativamente seca debido a los vientos foehn que se originan en la Gran Cordillera Divisoria; la cordillera bloquea los frentes fríos húmedos del oeste que llegan del océano Austral, lo que proporciona condiciones generalmente despejadas en el lado de sotavento.
El clima en la mitad sur del estado es generalmente cálido a caluroso en verano y fresco en invierno. Las estaciones están más definidas en la mitad sur del estado, especialmente a medida que se avanza hacia el interior, hacia las laderas suroccidentales, el centro-oeste y la región de Riverina. El clima en la región noreste del estado, o la costa norte, que limita con Queensland, es cálido y húmedo en verano y suave en invierno. Las mesetas del norte, que también se encuentran en la costa norte, tienen veranos relativamente suaves e inviernos fríos, debido a su gran altitud en la Gran Cordillera Divisoria.

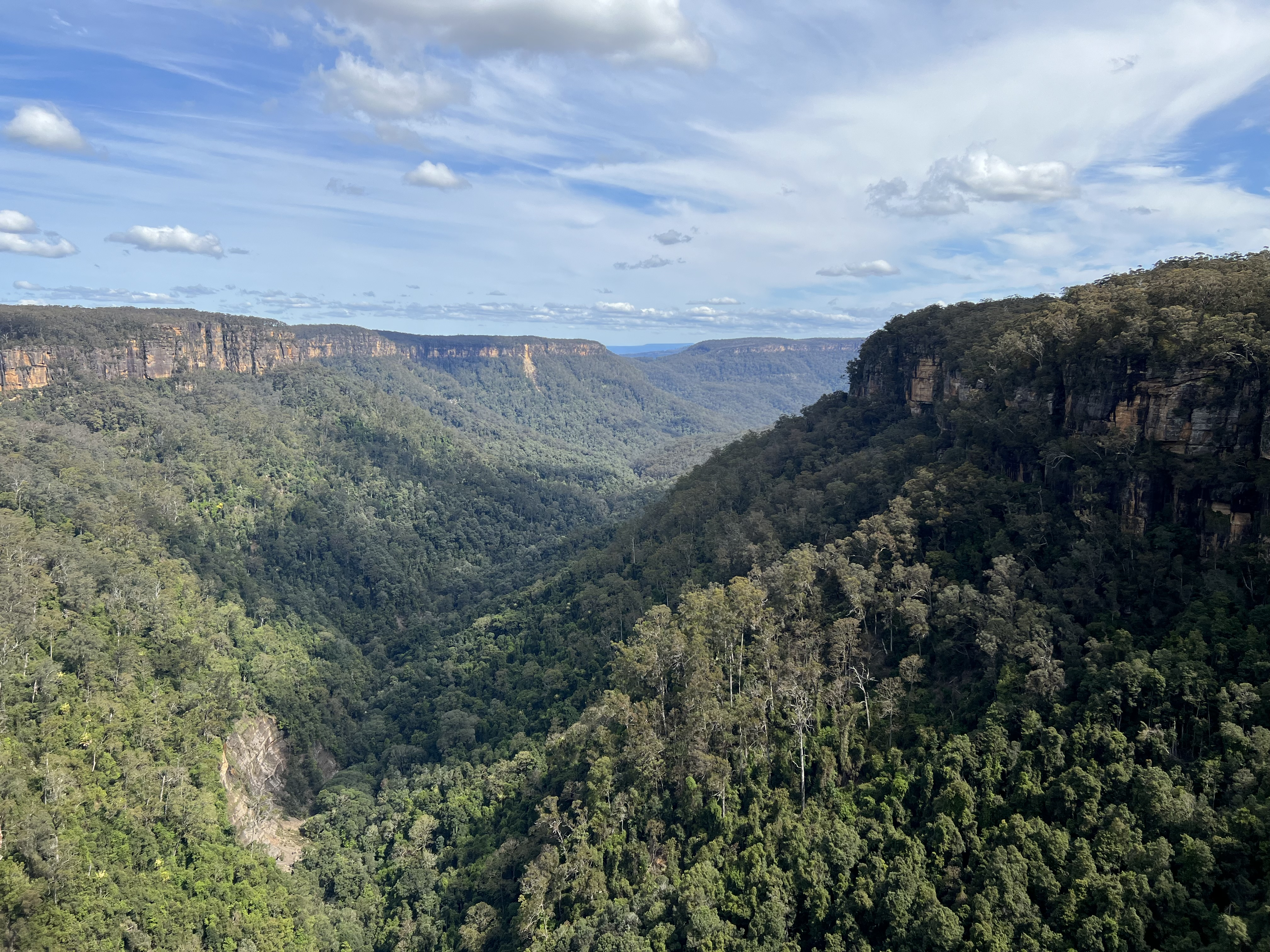
Bosque en Nueva Gales del Sur

Los picos a lo largo de la Gran Cordillera Divisoria varían entre los 500 metros (1640 pies) y los más de 2000 metros (6562 pies) sobre el nivel del mar. Las temperaturas pueden ser frescas o frías en invierno, con heladas y nevadas frecuentes, y rara vez son calientes en verano debido a la altitud. Lithgow tiene un clima típico de la cordillera, al igual que las ciudades regionales de Orange, Cooma, Oberon y Armidale. Estos lugares se encuentran dentro de la variedad de tierras altas subtropicales (Cwb). Las precipitaciones son moderadas en esta zona, oscilando entre 600 y 800 mm (24 a 31 pulgadas).
Las nevadas son comunes en las partes más altas de la cordillera, y a veces se producen tan al norte como la frontera con Queensland. En los picos más altos de las Montañas Nevadas, el clima puede ser oceánico subpolar e incluso alpino en los picos más altos, con temperaturas muy frías y fuertes nevadas. Las Montañas Azules, las Mesetas del Sur y las Mesetas Centrales, situadas en la Gran Cordillera Divisoria, tienen veranos suaves a cálidos e inviernos fríos, aunque no tan severos como los de las Montañas Nevadas. 
La temperatura máxima más alta registrada fue de 49,7 °C (121 °F) en Menindee, al oeste del estado, el 10 de enero de 1939. La temperatura mínima más baja fue de −23 °C (−9 °F) en Charlotte Pass, en las Montañas Nevadas, el 29 de junio de 1994. Esta es también la temperatura más baja registrada en toda Australia, excluyendo el Territorio Antártico.

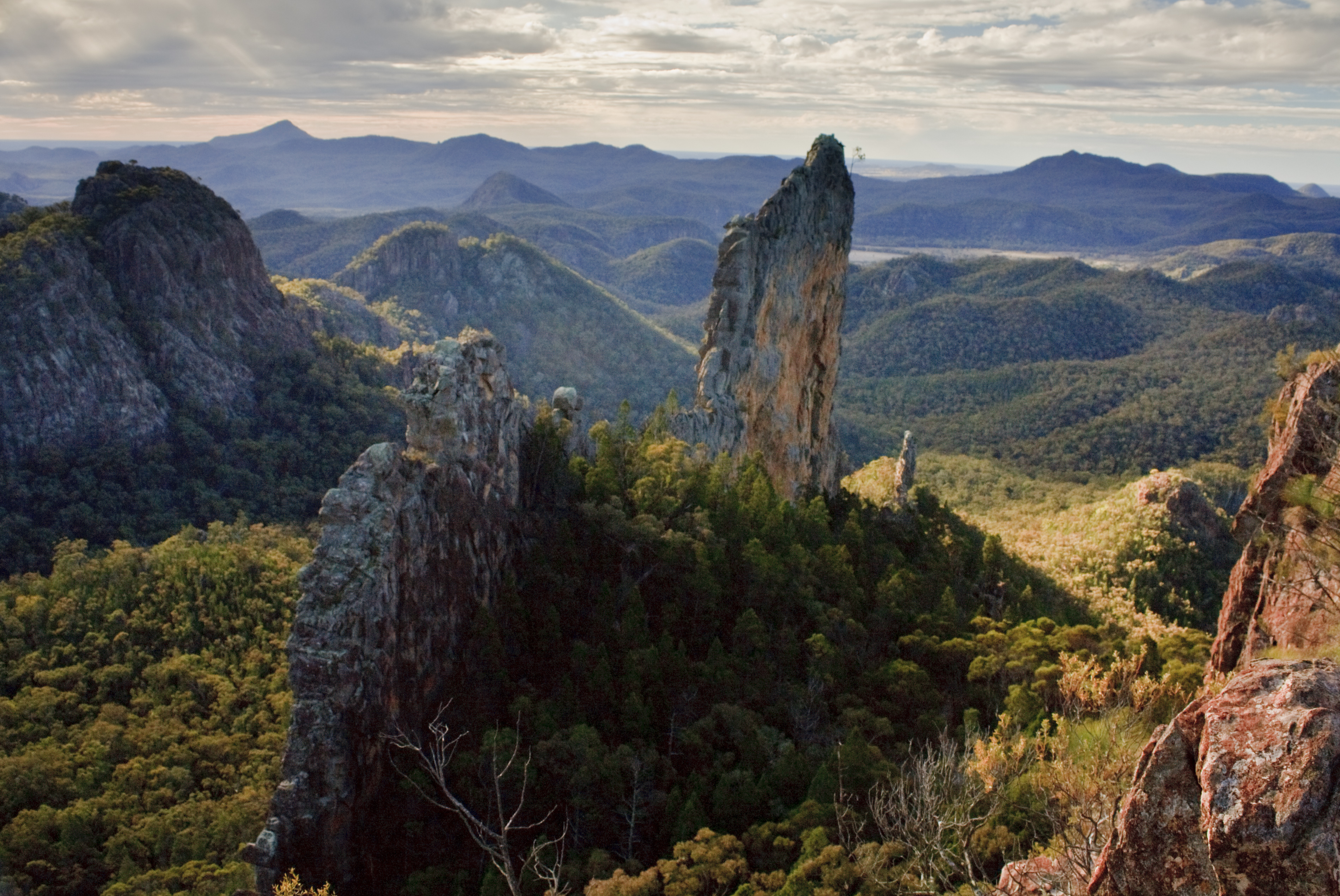
El parque nacional Warrumbungle cubre una superficie de 236,21 km²

### Áreas protegidas
Nueva Gales del Sur cuenta con más de 780 parques nacionales y reservas que cubren más del 8 % del estado. Estos parques abarcan desde selvas tropicales, cascadas y bosques escarpados hasta maravillas marinas y desiertos del interior, incluyendo sitios declarados Patrimonio de la Humanidad.
El parque nacional Real, situado en las afueras del sur de Sídney, se convirtió en el primer parque nacional de Australia cuando fue proclamado el 26 de abril de 1879. Originalmente llamado simplemente «Parque Nacional» hasta 1955, este parque fue el segundo parque nacional que se creó en el mundo después del parque nacional de Yellowstone en los Estados Unidos. El parque nacional Kosciuszko es el parque más grande del estado y abarca la región alpina de Nueva Gales del Sur.
La Asociación de Parques Nacionales se creó en 1957 con el fin de crear un sistema de parques nacionales en toda Nueva Gales del Sur, lo que condujo a la creación del Servicio de Parques Nacionales y Vida Silvestre en 1967. Esta agencia gubernamental es responsable del desarrollo y mantenimiento del sistema de parques y reservas, así como de la conservación del patrimonio natural y cultural del estado de Nueva Gales del Sur. Estos parques preservan hábitats, plantas y fauna especiales, como el parque nacional Wollemi, donde crece el pino Wollemi, y zonas sagradas para los aborígenes australianos, como el parque nacional Mutawintji, en el oeste de Nueva Gales del Sur.

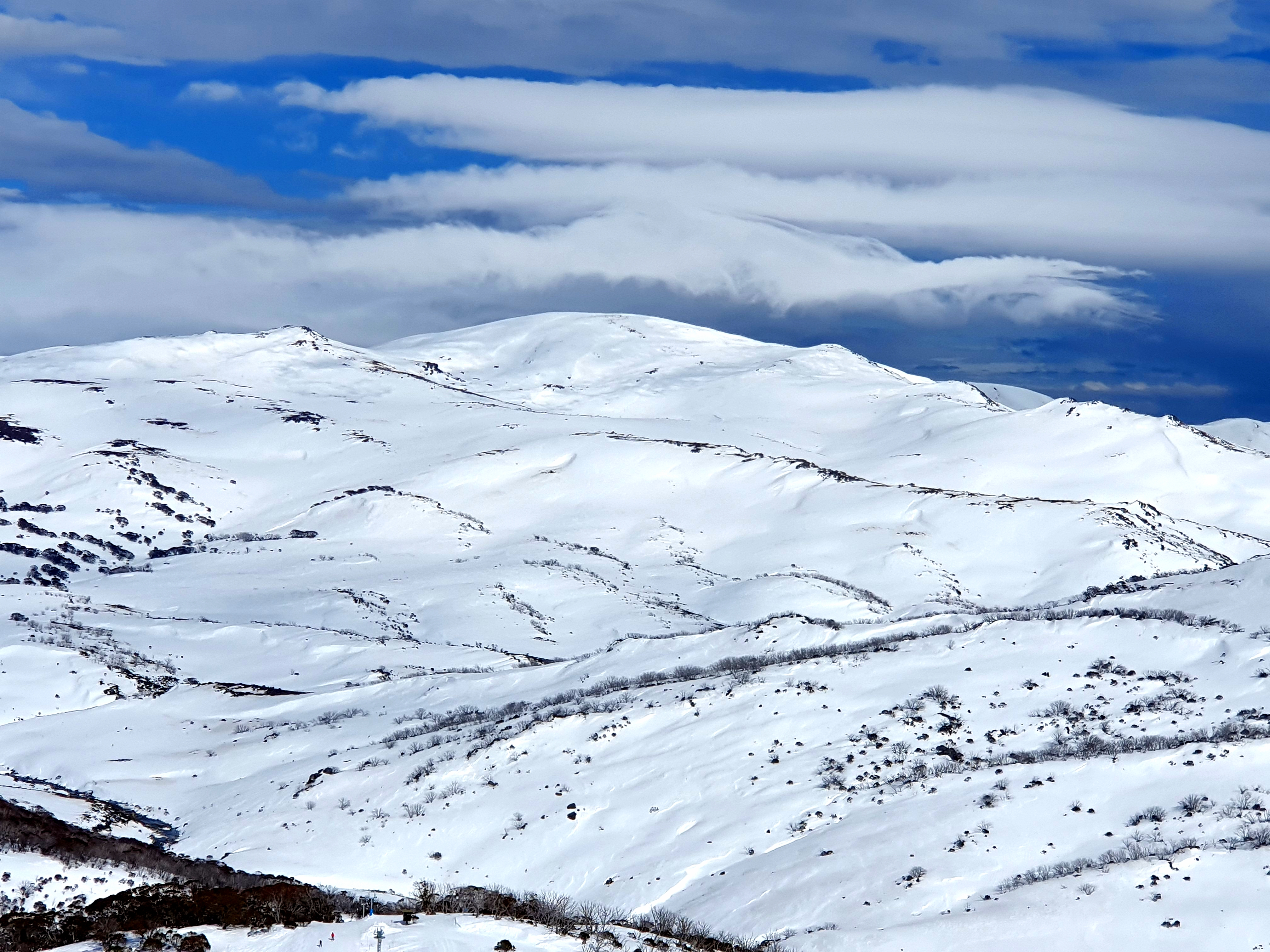
El Monte Kosciuszko en Nueva Gales del Sur

### Geología
Desde el punto de vista geológico, el estado australiano de Nueva Gales del Sur se compone de siete regiones principales: el cinturón plegado de Lachlan, la orogenia Hunter-Bowen o Nueva Inglaterra (NEO), la orogenia Delameriana, la cuenca Clarence Moreton, la Gran Cuenca Artesiana, la cuenca de Sídney y la cuenca Murray.
Hay algunas otras cuencas sedimentarias, la Gran Cuenca Artesiana se puede dividir en la cuenca Eromanga al oeste y la cuenca Surat al este. La cuenca de Sídney se extiende hacia el norte hasta la cuenca Gunnedah, que se adentra aún más al norte hasta la cuenca Bowen, que se extiende hasta Queensland, bajo la cuenca Surat. La orogenia de Nueva Inglaterra incluye algunas cuencas pequeñas, como la cuenca de Lorne, el sinclinal de Myall y la cuenca de Gloucester. La cuenca de Oaklands se encuentra en el sur del estado, bajo la cuenca de Murray. La cuenca de Darling se encuentra en el oeste del estado, pero está cubierta en su mayor parte por la cuenca de Murray. La subcuenca de Gilgandra y la depresión de Paka Tank son lugares con potencial para el carbón y el gas.

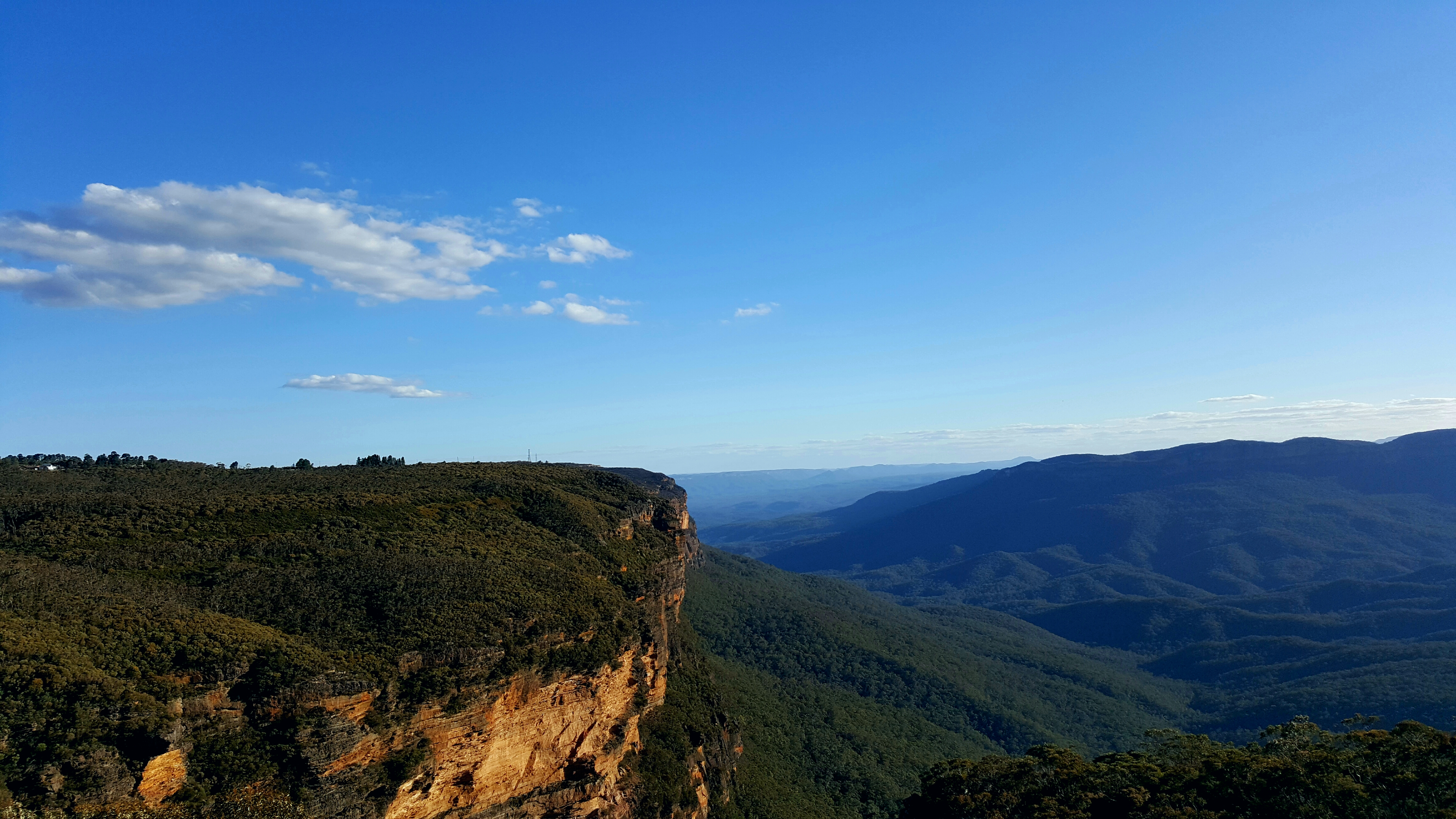
Las Montañas Azules o Blue Mountains

Nueva Gales del Sur alberga algunas importantes explotaciones mineras, como Broken Hill y la minería y quema de carbón en Hunter e Illawarra.
Las rocas del cinturón plegado de Lachlan están expuestas en el sureste y el centro de Nueva Gales del Sur, y se encuentran bajo la Gran Cuenca Artesiana y las cuencas de Sídney y Murray en profundidad. La región tiene actualmente 1000 km de ancho, pero originalmente tenía entre 2000 y 3000 km. El cinturón plegado de Lachlan se formó en el Paleozoico Medio, entre 450 y 340 millones de años atrás. Se encuentra sobre un basamento del fondo oceánico del Cámbrico, sin embargo, la mayor parte de este ha sido subducido, dejando el sedimento raspado en pliegues en forma de chevron. Se comprimió cuando la placa del Pacífico se subdujo bajo el margen del continente australiano. Con el tiempo, el punto de articulación, en el que se dobló el lecho oceánico, se desplazó más hacia el este y se añadieron sedimentos oceánicos adicionales al continente. Esto también significa que hay una zona de subducción fallida que se extiende a través de Nueva Gales del Sur.
El Territorio de la Capital Australiana está incrustado en Nueva Gales del Sur, en el cinturón de pliegues de Lachlan. El terrano de Narooma es otro terrano que colinda con la esquina sureste de Nueva Gales del Sur y que puede considerarse un componente del cinturón de pliegues de Lachlan.

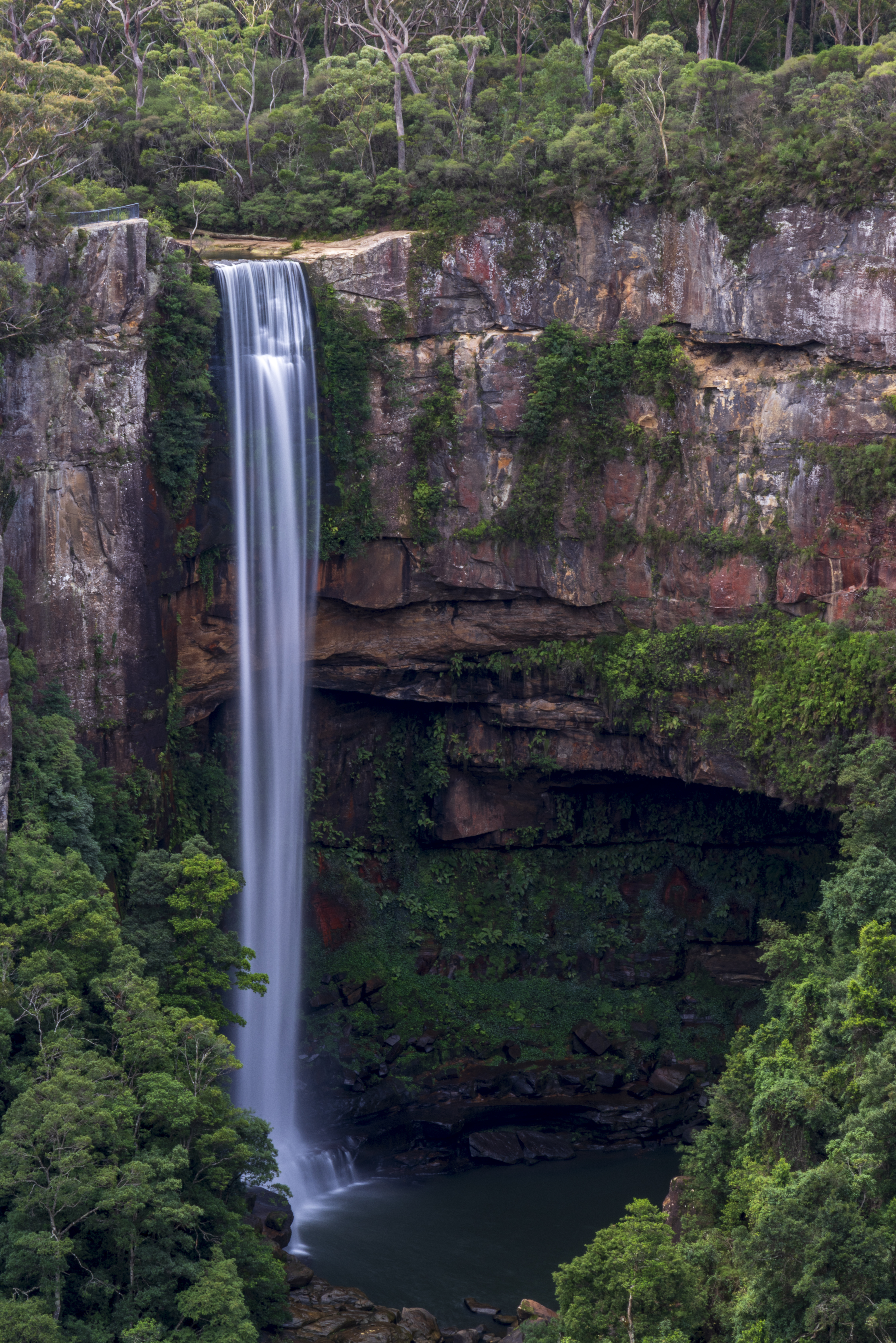
Las Cataratas Belmore en el parque nacional Morton

La orogenia Hunter-Bowen, también conocida como la orogenia de Nueva Inglaterra, contiene rocas desde el Paleozoico tardío hasta el Mesozoico temprano. Se formó como una zona de arco y antearco cuando la placa del Pacífico se subdujo hacia el oeste.
La cuenca Darling se formó a principios del Devónico. El estiramiento de la corteza dio lugar a la formación de cuencas como la cuenca de Cobar, la fosa de Mount Hope, la fosa de Melrose y la fosa de Rast. Donde el estiramiento fue menor, se formaron plataformas: la plataforma de Kopyje, la plataforma de Mouramba, la plataforma de Walters Range y la plataforma de Winduck. El supergrupo de Cobar es el término utilizado para referirse al relleno de estas plataformas y fosas, que consistía en sedimentos y rocas volcánicas.
La cuenca de Sídney está formada por rocas sedimentarias del Pérmico y del Triásico que se extienden desde Newcastle hasta Batemans Bay. La parte terrestre cubre 44 000 km², pero hay otros 5000 km² bajo el agua en la plataforma continental. El basamento está formado por el cinturón plegado de Lachlan, y el cinturón plegado de Nueva Inglaterra se encuentra al norte, al otro lado del empuje de Hunter. Se trata de una cuenca de antepaís, probablemente formada por compresión. 
Parte de la Gran Cuenca Artesiana se encuentra a lo largo de la frontera norte de Nueva Gales del Sur y también se extiende hacia el norte hasta Queensland. También se conoce como Cuenca de Surat. Ocupa una quinta parte del estado de Nueva Gales del Sur. La frontera oriental se extiende desde Bebo hasta Narrabri, Murrurundi, Dunedoo y Narromine. La cuenca se formó en los períodos Jurásico y Cretácico.
La cuenca Clarence Moreton se encuentra en el extremo noreste del estado, alrededor de Lismore y Grafton, y se extiende hacia el sur de Queensland. Se formó por la extensión oblicua del basamento paleozoico de Nueva Inglaterra. Está compuesta por depósitos continentales, comenzando con una pequeña cantidad de rocas volcánicas del Triásico y secuencias sedimentarias que incluyen capas de carbón, y luego principalmente rocas sedimentarias del Jurásico y Cretácico. La cuenca tiene una superficie de 16 000 kilómetros cuadrados. La cuenca recibió su nombre cuando se demostró que la cuenca de Clarence (que toma su nombre del río Clarence) y la cuenca de Moreton, en Queensland, formaban una sola estructura.

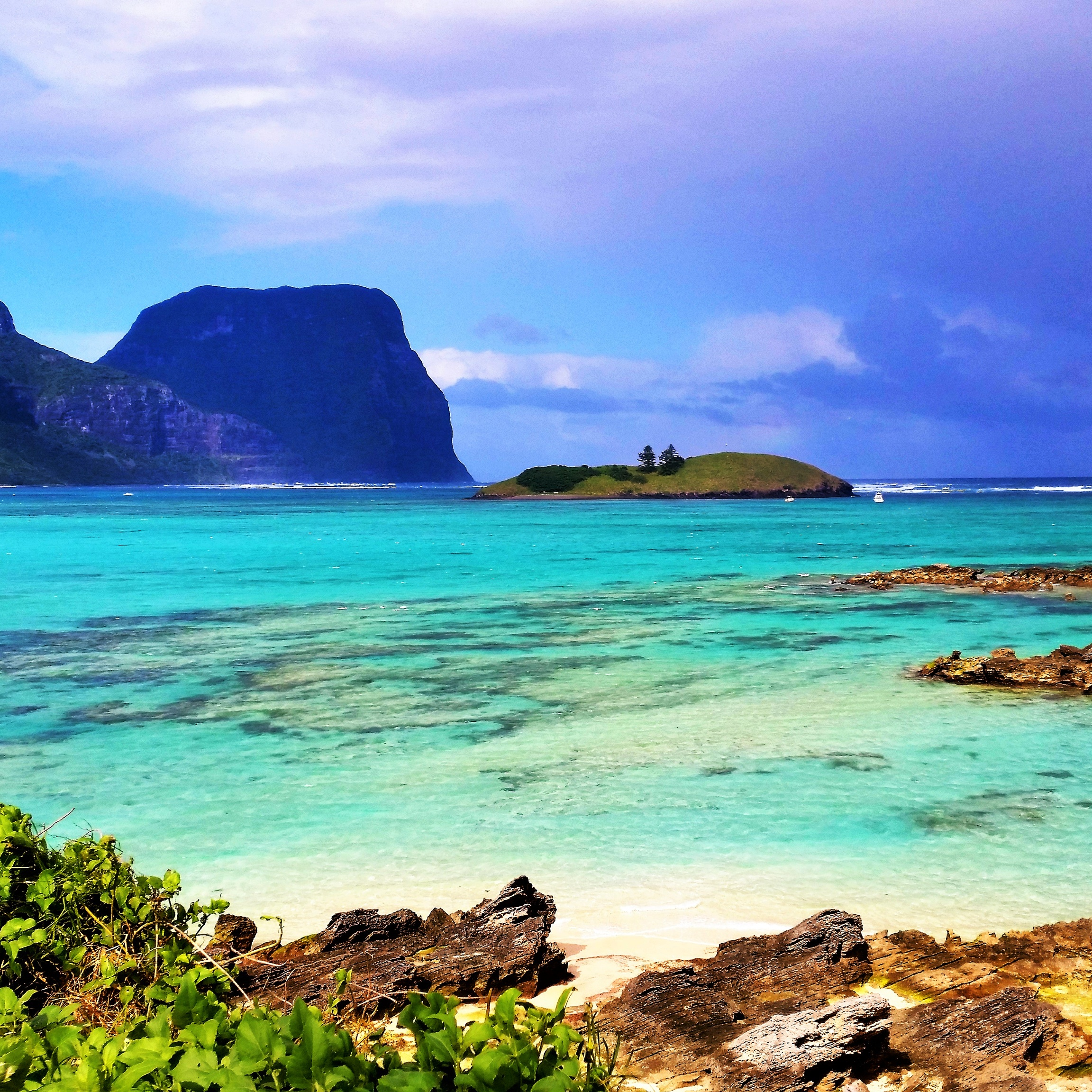
La Isla de Lord Howe de 14,55 km²

Tras la separación de Australia de la Antártida, se formó la cuenca de Murray. El fondo de la cuenca solo se hundió lentamente con el paso del tiempo. La cuenca se llenó con hasta 600 m de sedimentos durante el Cenozoico.
Desde el Paleoceno hasta el Eoceno, el lado occidental se inundó con agua de mar y se depositó la arena de Warina. El mar se retiró y, más tarde, en el Eoceno, se depositaron el limo y la arcilla de la Formación Olney. Una pequeña incursión marina a finales del Eoceno dio lugar a la Formación Buccleuch en Australia Meridional. Este grupo de depósitos se denomina Grupo Renmark y anteriormente se conocía como Grupo Knight.
Nueva Gales del Sur cuenta con 26 000 km² de rocas volcánicas del período Cenozoico. En el noreste, se encuentran importantes afloramientos de rocas volcánicas entre Warialda y Glen Innes, y al sur hasta Armidale, la cordillera Liverpool, Barrington Tops, la cordillera Nandewar cerca de Narrabri, los Warrumbungles y el volcán Tweed. 
En el Cámbrico y en períodos anteriores, solo el extremo occidental de Nueva Gales del Sur existía en su forma actual. Estaba unido a lo que hoy es el oeste de América del Norte en el supercontinente Rodinia. América del Norte se separó, abriendo el océano Pacífico. En el período Ordovícico, se depositaron sedimentos en el fondo marino recién formado, y en el Silúrico se formó una cuenca tras un arco volcánico que luego se acreció de nuevo en la costa este de Australia para formar el cinturón plegado de Lachlan. La estructura principal es de norte a sur, lo que se refleja hoy en día en la orientación de los ríos y las cadenas montañosas.

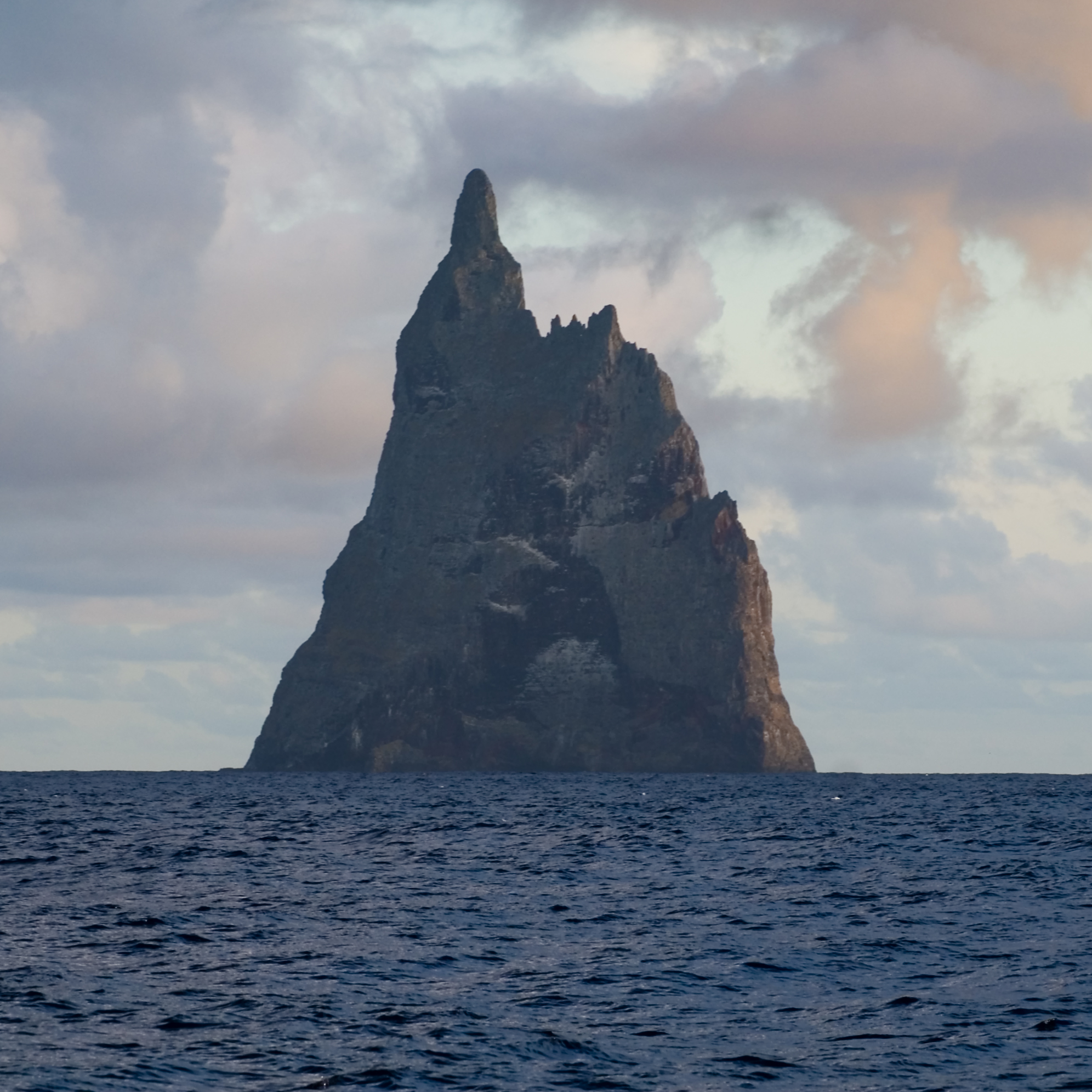
La Pirámide de Ball (Ball's Pyramid)

La recolección de fósiles es legal en Nueva Gales del Sur en virtud de la Ley de Minería de Nueva Gales del Sur, y la propiedad corresponde al propietario del terreno. En Lightning Ridge se encuentran fósiles opalizados de unos 100 millones de años de antigüedad. Las cuevas de Wellington contienen fósiles de megafauna de entre 4 millones y 30 000 años de antigüedad. Entre ellos se encuentran el león marsupial y el canguro gigante.
En Canowindra se encuentra el yacimiento de fósiles de peces más importante del mundo. Data del Devónico, hace 360 millones de años, e incluye Groenlandaspis, Canowindra grossi, Remigolepis walkeri y Bothriolepis yeungae. Allí hay un museo llamado Age of Fishes Museum. En Cuddie Springs hay un yacimiento de fósiles que contiene Diprotodon y el Thunder Bird.
La formación Griman Creek contiene fósiles de dinosaurios del Cretácico.

## Política y Gobierno
El poder ejecutivo lo ejerce formalmente el Consejo Ejecutivo (Executive Council), compuesto por el gobernador y los ministros principales. La actual gobernadora es Margaret Beazley. El gobernador nombra primer ministro al líder del partido político parlamentario que pueda obtener la mayoría simple de los votos en la Asamblea Legislativa (Legislative Assembly). A continuación, el primer ministro recomienda el nombramiento de otros miembros de las dos Cámaras para el Ministerio, según el principio de gobierno responsable o de Westminster. Al igual que en otros sistemas de Westminster, en Nueva Gales del Sur no existe ningún requisito constitucional que obligue a formar el gobierno a partir del parlamento, sino que se trata simplemente de una convención. A principios de julio de 2023, el primer ministro es Chris Minns, del Partido Laborista.

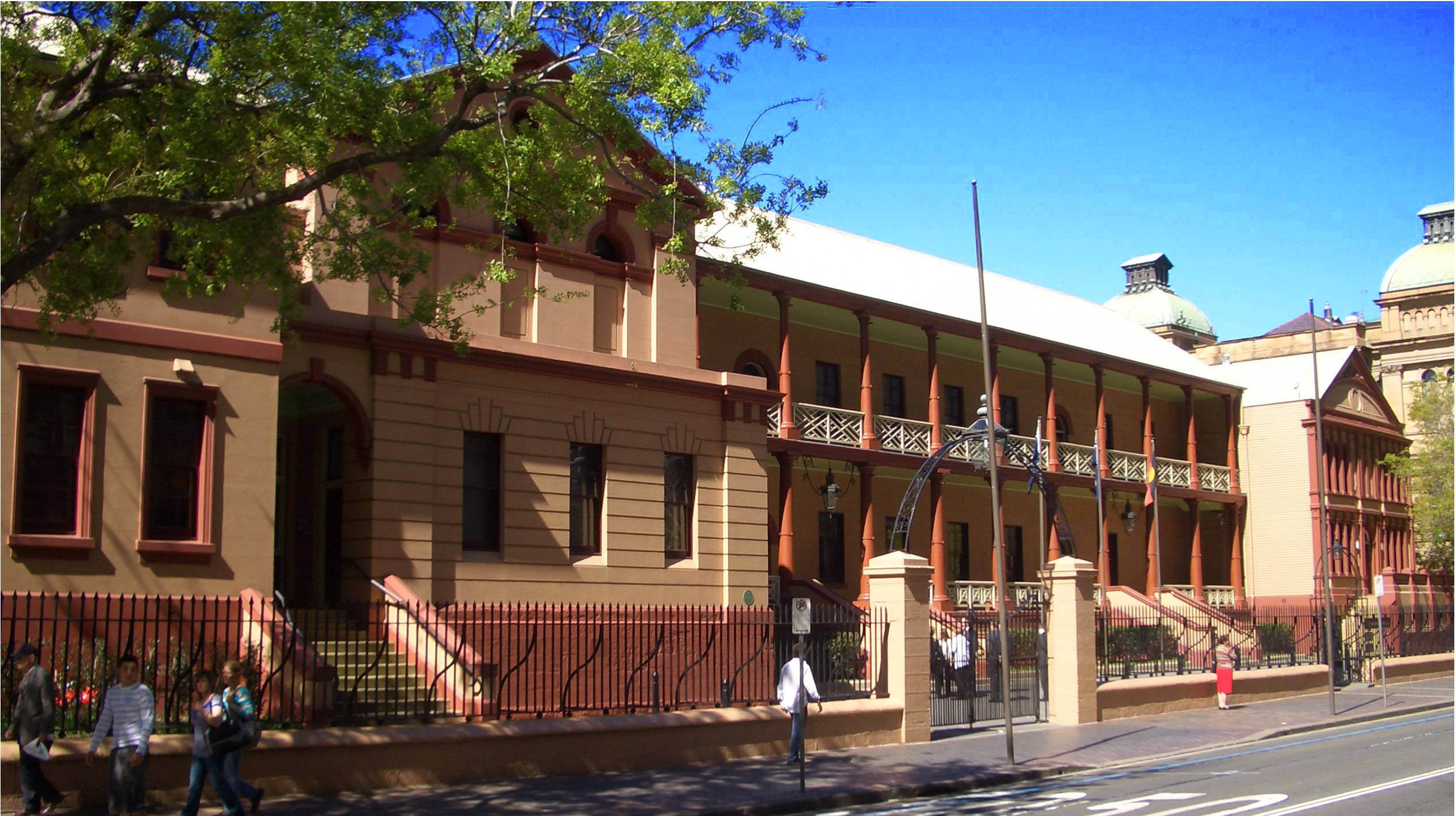
Sede del Parlamento de Nueva Gales del Sur

### Constitución
La forma de gobierno de Nueva Gales del Sur está establecida en su Constitución, que data de 1856 y actualmente es la Ley Constitucional de 1902 (NSW). Desde 1901, Nueva Gales del Sur es un estado de la Commonwealth de Australia, y la Constitución australiana regula su relación con la Commonwealth.
En 2006, se promulgó la Ley de Enmienda Constitucional del Juramento de Lealtad de 2006 n.º 6, (Constitution Amendment Pledge of Loyalty Act 2006 No 6) para modificar la Ley Constitucional de Nueva Gales del Sur de 1902 con el fin de exigir a los miembros del Parlamento de Nueva Gales del Sur y a sus ministros que prestaran juramento de lealtad a Australia y al pueblo de Nueva Gales del Sur, en lugar de jurar lealtad a Isabel II, sus herederos y sucesores, y revisar los juramentos prestados por los consejeros ejecutivos. La Ley de Juramento de Lealtad fue aprobada oficialmente por la Reina el 3 de abril de 2006. La opción de jurar lealtad a la Reina se restableció como alternativa en junio de 2012.
En virtud de la Constitución australiana, Nueva Gales del Sur cedió ciertos poderes legislativos y judiciales a la Commonwealth, pero conservó su independencia en todos los demás ámbitos. La Constitución de Nueva Gales del Sur establece: «La Asamblea Legislativa, con sujeción a las disposiciones de la Ley Constitucional de la Commonwealth de Australia, tendrá facultad para promulgar leyes en pro de la paz, el bienestar y el buen gobierno de Nueva Gales del Sur en todos los casos».

### Parlamento
El primer gobierno autónomo responsable de Nueva Gales del Sur se formó el 6 de junio de 1856, con Sir Stuart Alexander Donaldson nombrado por el gobernador Sir William Denison como su primer secretario colonial, que en aquellos días también ejercía como primer ministro. El Parlamento de Nueva Gales del Sur está compuesto por el soberano y dos cámaras: la Asamblea Legislativa (cámara baja) y el Consejo Legislativo (cámara alta). Las elecciones se celebran cada cuatro años, el cuarto sábado de marzo, siendo las más recientes las del 23 de marzo de 2019. En cada elección se elige a un miembro de la Asamblea Legislativa de cada uno de los 93 distritos electorales y la mitad de los 42 miembros del Consejo Legislativo son elegidos por el electorado de todo el estado.

## Economía
Desde la década de 1970, Nueva Gales del Sur ha sido objeto de una más rápida transformación económica y social.[cita requerida] Viejas industrias como la siderurgia y la construcción naval han desaparecido en gran medida, y aunque la agricultura sigue siendo una importante cuota de ingresos para el estado es más reducido que nunca.[cita requerida] Nuevas industrias como la de la informática y de los servicios financieros están, en gran medida, centradas en Sídney. Además, el Macquarie Park de Sídney, ha atraído a muchas empresas de informática.
El carbón y los productos relacionados con este, son las exportaciones más grandes del estado. Su valor para la economía del estado es de más de cinco mil millones de dólares, y representa aproximadamente el 19 % de todas las exportaciones de Nueva Gales del Sur.
El turismo también se ha convertido en una importante fuente de ingresos, con Sídney como su centro. También estimula el crecimiento en la Costa Norte, cerca de Coffs Harbour y Byron Bay. El turismo genera ingresos de más de 23 millones de dólares para la economía de Nueva Gales del Sur y emplea a más del 8 % de la mano de obra.
Nueva Gales del Sur tenía en 2006 un Producto Bruto del Estado (equivalente al Producto Interno Bruto) de 310 millones de dólares que equivalía a 45.584 per cápita.

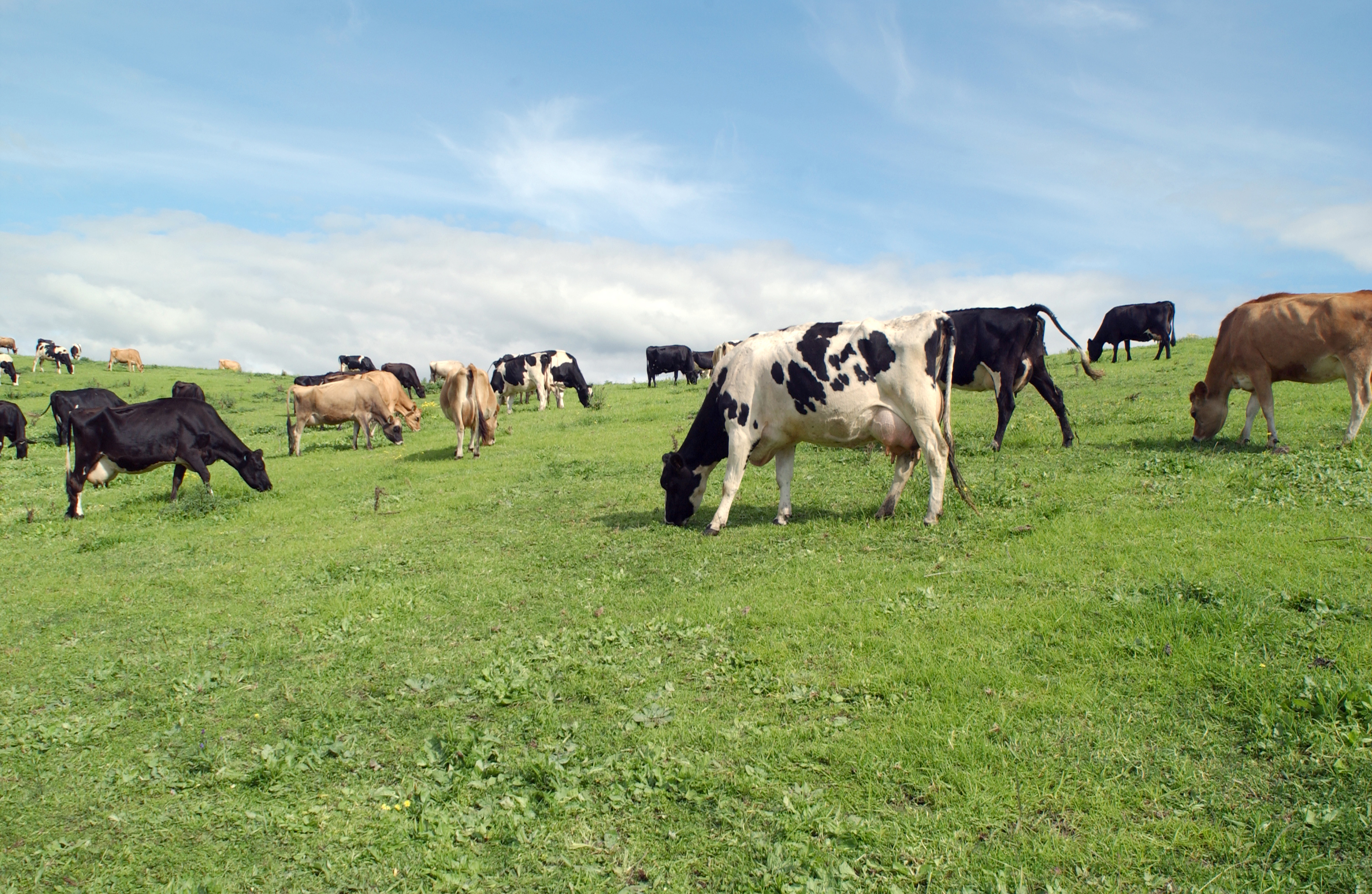
Ganado vacuno cerca de Bemboka, Nueva Gales del Sur

En 9 de octubre de 2007, el estado anunció planes para construir un banco de turbinas de energía eólica con una capacidad de 1000 MW. La construcción prevé poder alimentar a 400 000 hogares. El costo de este proyecto será de 1,8 millones de dólares para las 500 turbinas.

### Agricultura
La agricultura representa algo menos del 2 % de la economía de Nueva Gales del Sur. Nueva Gales del Sur ocupa el segundo lugar en valor de producción agrícola entre los estados australianos. El trigo es el cultivo más extenso del estado por hectárea, y representa el 39 % de la cosecha del continente. Las zonas más importantes para el cultivo del trigo son el centro-oeste, Orana, Nueva Inglaterra, el noroeste y Riverina.
La cebada, el algodón y la colza también son cultivos importantes en grandes extensiones. La mayor parte de la producción de algodón se concentra en las regiones de Nueva Inglaterra, Orana, Noroeste y Extremo Oeste. Sin embargo, las regiones del sur del estado producen ahora casi un tercio de la cosecha del estado en términos de valor.

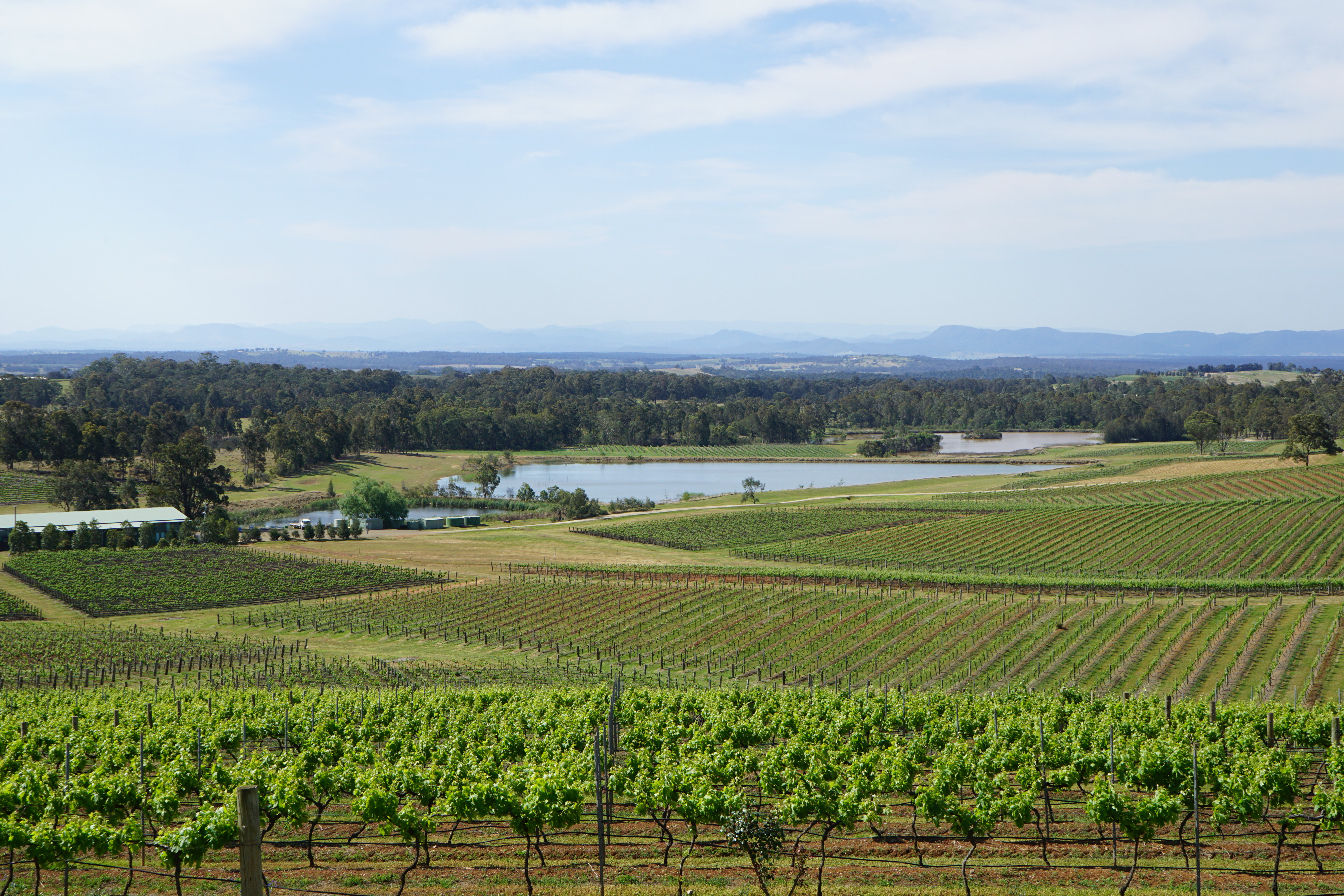
Viñedos del Valle Hunter

Nueva Gales del Sur produce alrededor del 20 % de las frutas y frutos secos de Australia y alrededor del 12 % de sus hortalizas en términos de valor. Las principales regiones productoras de frutas y frutos secos son Riverina, Coffs Harbour-Grafton y Murray. Alrededor de 40 200 hectáreas (99 000 acres) de viñedos se extienden por la región oriental del estado, siendo Hunter Valley y Riverina las principales regiones productoras de vino.
El ganado vacuno, ovino y porcino es el predominante en Nueva Gales del Sur. El estado cuenta con más de un tercio del ganado ovino del país y una quinta parte del ganado vacuno y porcino. La zona de cría de caballos pura sangre más grande y valiosa de Australia se concentra en Scone, en el valle de Hunter.

### Turismo

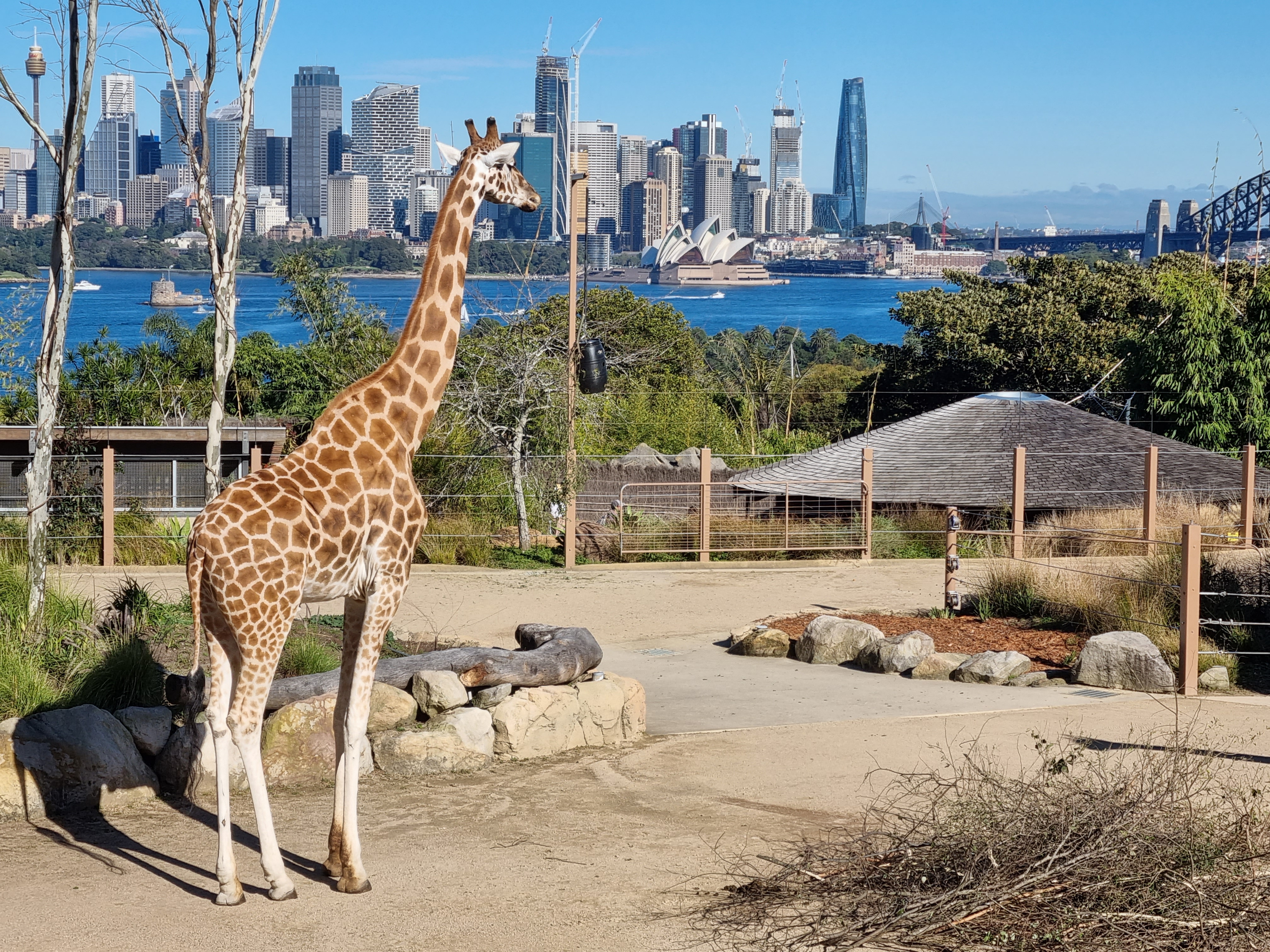
El Zoológico de Taronga

Desde las majestuosas cadenas montañosas hasta las prístinas costas y las históricas ciudades rurales, la región proporciona experiencias inmersivas en la naturaleza, la cultura y la aventura. La infraestructura turística está bien desarrollada, facilitando el acceso a sus múltiples joyas ocultas y destinos menos concurridos, invitando a una exploración profunda de su riqueza paisajística y cultural.
Sídney recibió 12 millones de visitantes nacionales y 4,1 millones de visitantes internacionales en el año que finalizó en junio de 2019. Entre las atracciones más famosas se encuentran la Ópera de Sídney y el Puente del Puerto de Sídney. Otras atracciones son el Mardi Gras de Sídney, los Jardines Botánicos Reales, el Luna Park, las playas y la Torre de Sídney.
El Gobierno de Nueva Gales del Sur gestiona dos programas relevantes para Sídney como parte de la Estrategia Turística de Nueva Gales del Sur:
- Brand Sydney: revitalizar y reforzar la imagen y el atractivo de Sídney.
- Visit Sydney: aumentar la promoción de Sídney como destino turístico mediante el refuerzo de una unidad de negocio específica dentro de Destination NSW.

El proyecto Brand Sydney estará dirigido por el primer ministro de Nueva Gales del Sur, supervisado por el ministro de Turismo y un comité directivo del proyecto, y ejecutado por el equipo del proyecto. John O'Neill es el presidente de Brand Sydney.

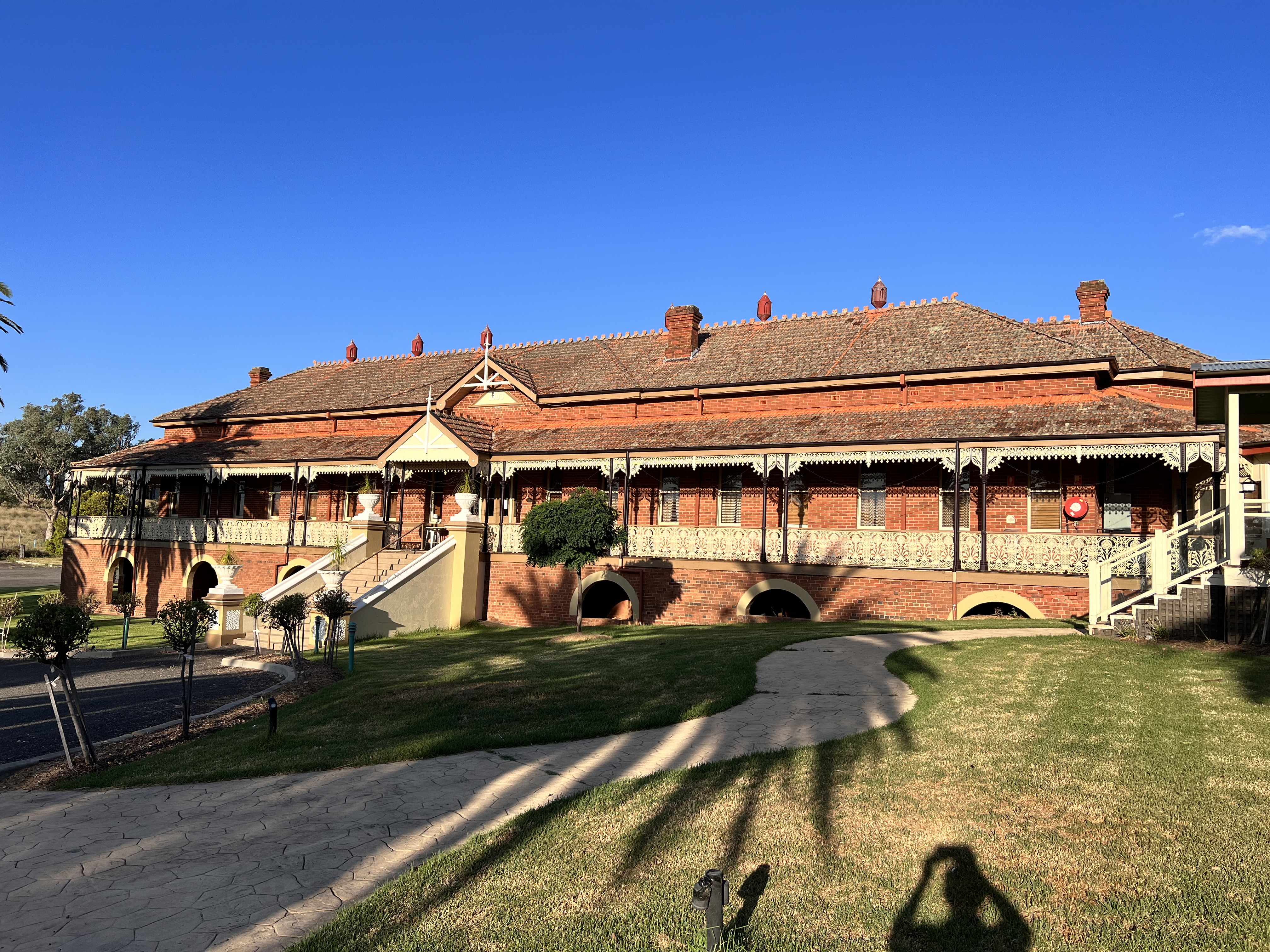
El Hotel Hermitage Hill Country Retreat

Port Jackson es el puerto natural de Sídney. Es conocido por su entorno natural y por albergar la Ópera de Sídney y el Puente del Puerto de Sídney. La zona que rodea la costa del puerto contiene pequeños bosques que antaño eran comunes en los alrededores de Sídney y que albergan una gran variedad de animales autóctonos.
La Ópera de Sídney es uno de los edificios más característicos y famosos del siglo XX, y uno de los recintos de artes escénicas más famosos del mundo. Situado en Bennelong Point, en el puerto de Sídney, con un parque al sur y cerca del igualmente famoso puente del puerto de Sídney, el edificio y sus alrededores conforman una imagen emblemática de Australia.
El edificio se incluyó en el recorrido de la antorcha olímpica en 2000 hasta el Estadio Olímpico de Sídney. Fue el escenario de algunos eventos de los Juegos Olímpicos de Verano de 2000, como el triatlón, que comenzó en la Ópera, y las regatas en el puerto de Sídney. El espectacular exterior no se corresponde con un interior técnicamente superior, lo que ha perjudicado la reputación de la Ópera como sala de conciertos.

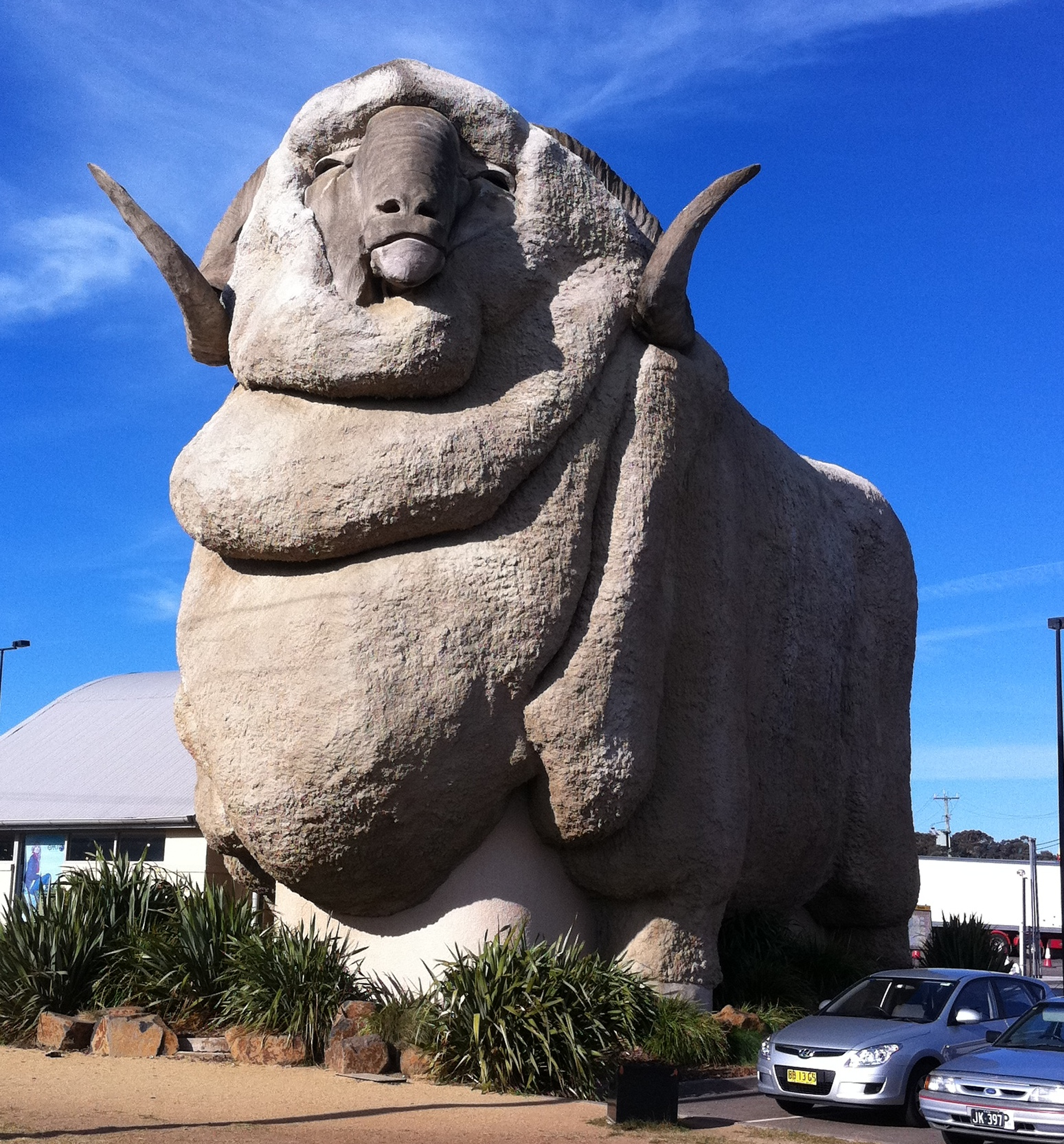
El Big Merino, Goulburn

Las Montañas Azules (Blue Mountains), declaradas Patrimonio de la Humanidad por la UNESCO, son un destino primordial por su espectacular belleza natural. Este paisaje de escarpas areniscas, valles profundos y bosques de eucaliptos ofrece una red extensa de senderos para caminar y miradores panorámicos como las icónicas Tres Hermanas. Las actividades incluyen el senderismo, el rappel y la exploración de cuevas de piedra caliza, proporcionando una conexión directa con la geología única y la biodiversidad de la región. Pueblos encantadores como Katoomba y Leura sirven como bases para los visitantes, ofreciendo alojamiento y gastronomía local.
El puente del puerto de Sídney es el principal cruce del puerto de Sídney y soporta el tráfico ferroviario, vehicular y peatonal entre el distrito central de negocios (CBD) de Sídney y la costa norte. La espectacular vista del puente sobre el agua, junto con la cercana Ópera de Sídney, es una imagen emblemática tanto de Sídney como de Australia. Durante muchos años, el pilón sureste funcionó como mirador y atracción turística, con varios telescopios y anticuados juegos recreativos que funcionaban con peniques, mucho después de que esa moneda dejara de estar en circulación. El pilón ha sido renovado recientemente y ha recuperado su función turística.
Desde 1998, BridgeClimb permite a los turistas escalar la mitad sur del puente. Las visitas se realizan durante todo el día, desde el amanecer hasta el anochecer, y solo se cancelan en caso de tormentas eléctricas o vientos fuertes. También se ofrecen escaladas nocturnas. A los grupos de escaladores se les proporciona ropa protectora adecuada a las condiciones meteorológicas imperantes y se les da una orientación antes de la escalada. 

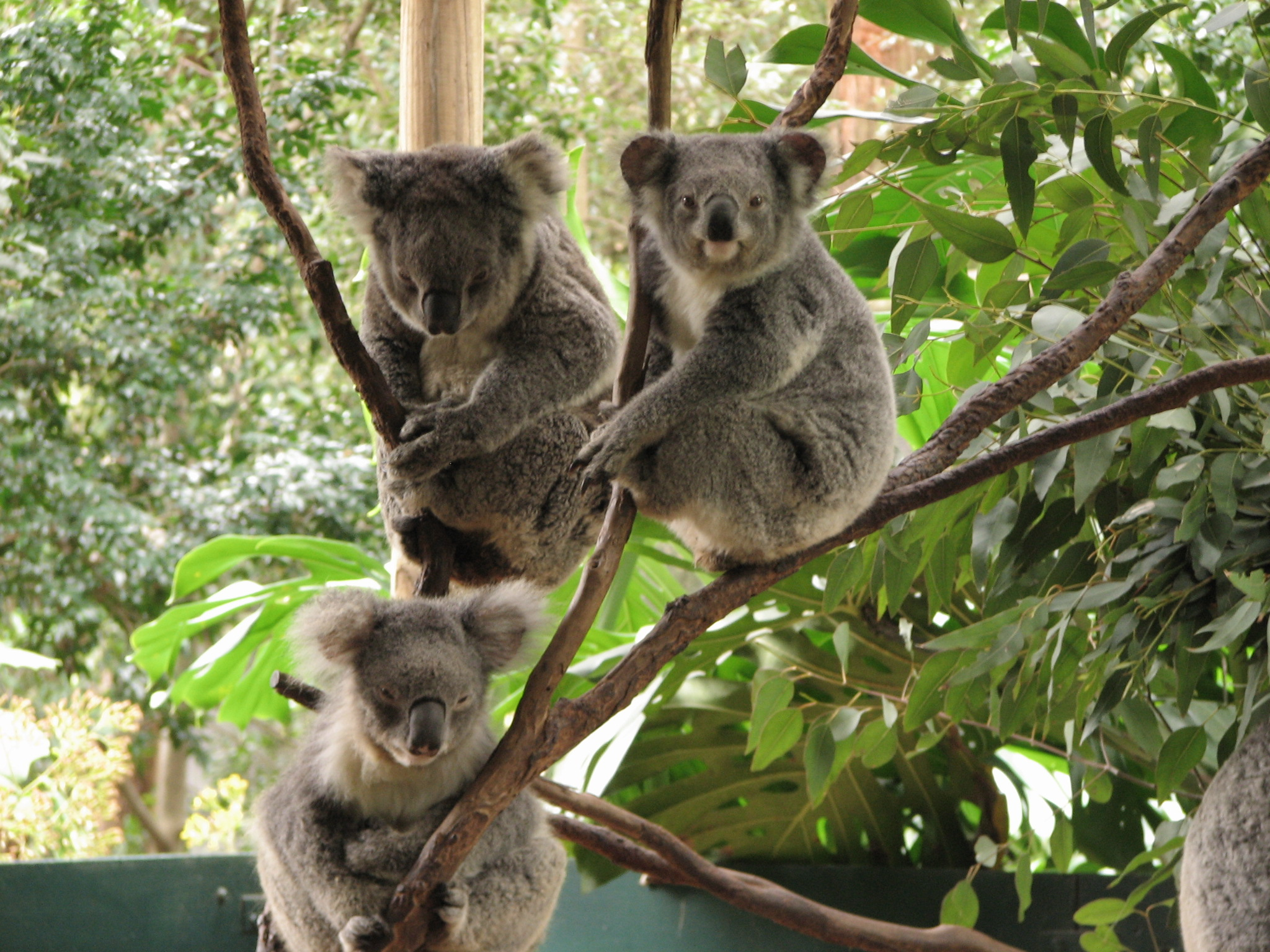
El Parque Santuario de Koalas de Sídney

Durante la escalada, los participantes están sujetos al puente por una cuerda de seguridad. Cada escalada comienza en el lado este del puente y asciende hasta la cima. En la cima, el grupo cruza al lado oeste del arco para el descenso. Cada escalada es una experiencia de tres horas y media.
Las costas del puerto de Sídney albergan una serie de baterías, búnkeres y fuertes históricos, muchos de los cuales están ahora catalogados como patrimonio. Algunos de estos fuertes datan de 1871 y formaban parte del sistema de defensa del puerto de Sídney, diseñado para resistir un ataque marítimo. Hay cuatro fortificaciones históricas situadas entre Bradleys Head y Middle Head, en el lado norte del puerto: las fortificaciones de Middle Head, la batería de Georges Head, la posición dominante de Lower Georges Heights y un pequeño fuerte situado en Bradleys Head. Los fuertes se construyeron principalmente con grandes bloques de arenisca y constan de numerosos túneles, catacumbas y salas subterráneas.
Hacia el norte, la Costa Norte Central y la Costa Norte (Mid North Coast and North Coast) atraen con sus playas doradas, parques nacionales costeros y vibrantes comunidades. Destinos como Coffs Harbour y Byron Bay son populares por sus oportunidades de surf, avistamiento de ballenas y relajación junto al mar. 

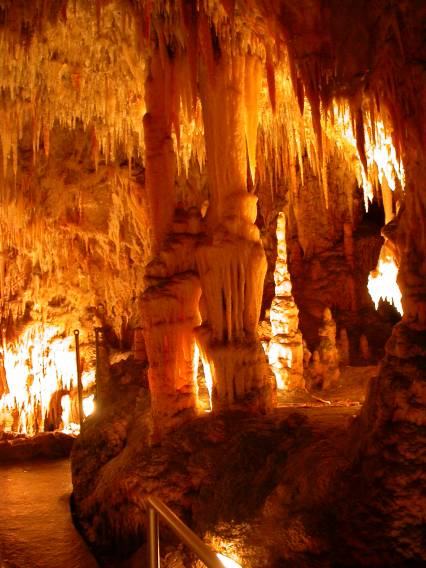
Cuevas de Yarrangobilly

La región también es rica en ecosistemas de humedales y selvas subtropicales, lo que permite la observación de aves y la exploración de la naturaleza. Los productos frescos locales y los mercados de agricultores complementan la experiencia culinaria y cultural.
Watsons Bay se encuentra en el extremo de la península de South Head y toma su nombre de la bahía protegida y el fondeadero de su lado occidental, en Port Jackson. Ofrece algunas de las mejores vistas del puerto, la ciudad de Sídney y el puente Harbour Bridge. The Gap es un acantilado oceánico en el lado oriental con vistas a Manly, North Head y el océano Pacífico.
Watsons Bay es una zona principalmente residencial con algunas áreas recreativas y playas, incluida una playa nudista legal. Aquí se encuentran algunos restaurantes, cafeterías y el Watsons Bay Hotel, además de Doyles on the Beach, uno de los restaurantes de marisco más famosos de Sídney, situado en la costa de Watsons Bay. La base naval HMAS Watson se encuentra cerca, en South Head.
Sídney cuenta con varios museos consolidados. El Museo Australiano es el más antiguo de Australia y es especialmente conocido en los campos de la historia natural y la antropología. El Museo de Sídney se encuentra en la primera Casa de Gobierno de Australia, y sus exposiciones permanentes y temporales destacan la historia de la ciudad. 

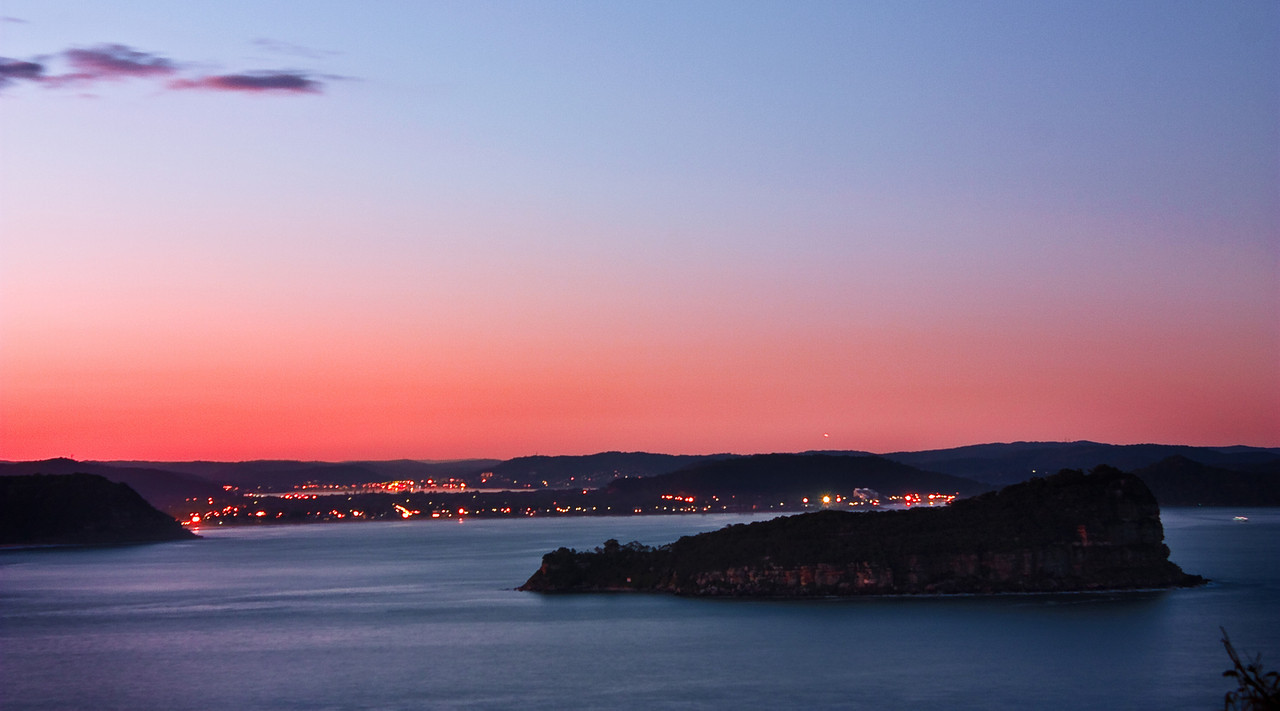
Isla Lion, Nueva Gales del Sur

El Museo Powerhouse está especializado en ciencia y tecnología, y entre sus exposiciones se encuentra la máquina de vapor más antigua del mundo con un mecanismo giratorio que aún funciona. El Museo Marítimo Nacional de Australia se centra en la historia marítima de Australia. El Museo de Arte Contemporáneo, situado en Circular Quay, ha sido recientemente ampliado con una inversión de 58 millones de dólares.
El interior de NSW revela la extensa y diversa Región de Riverina y el Oeste (Riverina and The West), caracterizada por sus vastas llanuras agrícolas y ríos históricos como el Murrumbidgee. Esta área ofrece una perspectiva del patrimonio rural australiano, con bodegas galardonadas y ciudades con encanto como Wagga Wagga. Las experiencias se centran en el agroturismo, la pesca y la exploración de los parques nacionales del Outback, que albergan vida silvestre única y paisajes semidesérticos, ideales para aquellos que buscan tranquilidad y una auténtica experiencia australiana.

## Demografía
La población estimada de Nueva Gales del Sur a finales de junio de 2007, era de 6,89 millones de personas. La población creció en un 1,1 % con respecto al año anterior, inferior a la tasa nacional de 1,5 %.
El 62,9 % de la población de Nueva Gales del Sur vive en su capital, Sídney.

### Educación

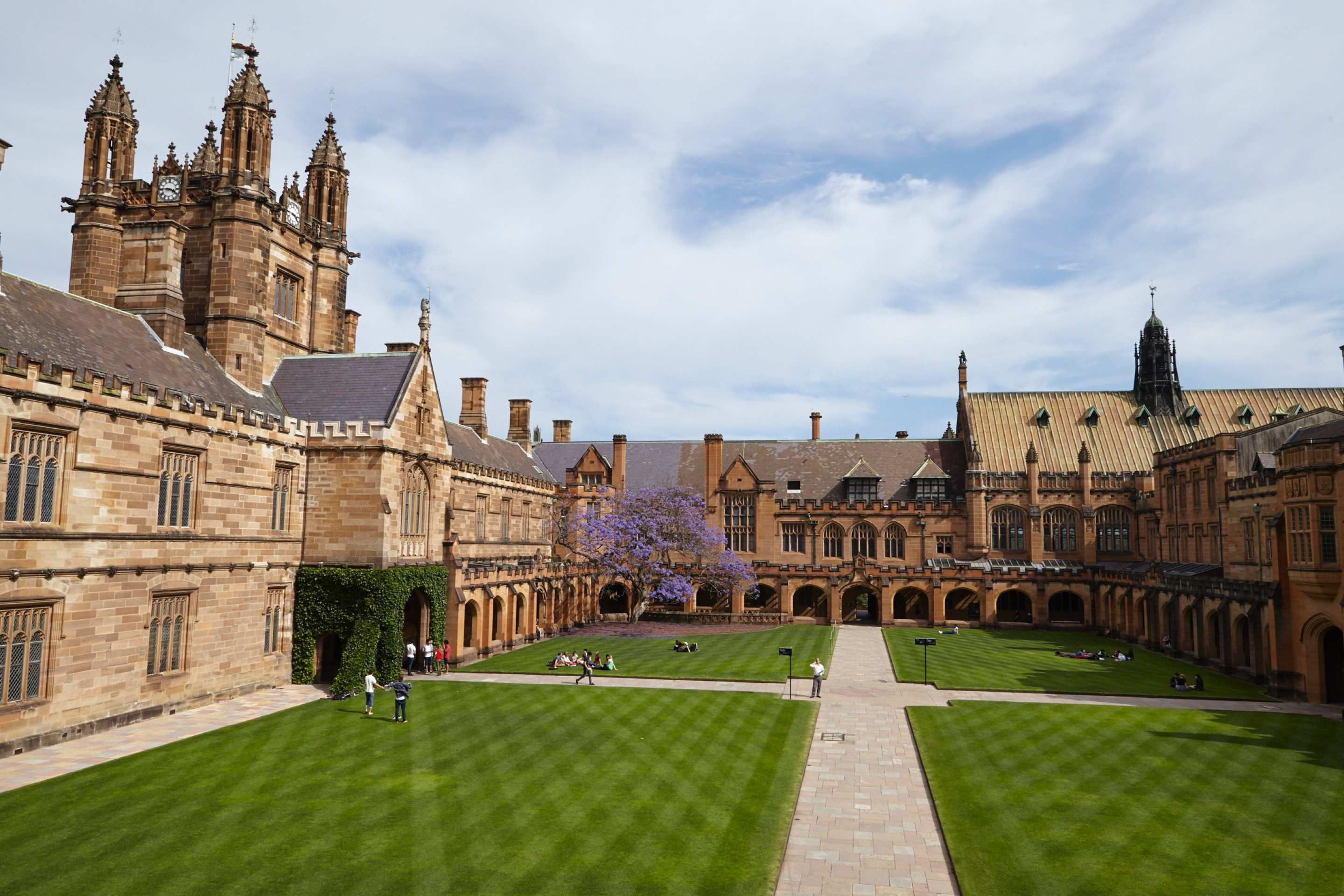
Universidad de Sídney

El sistema escolar de Nueva Gales del Sur comprende un sistema que abarca desde el jardín de infancia hasta el 12.º curso, con enseñanza primaria hasta el 6.º curso y enseñanza secundaria entre el 7.º y el 12.º curso. La escolarización es obligatoria desde antes de los 6 años hasta los 17 (a menos que se complete el 10.º curso antes). Entre 1943 y 2009, la escolarización solo era obligatoria en Nueva Gales del Sur hasta los 15 años.
Las escuelas primarias y secundarias incluyen escuelas públicas y privadas. Las escuelas públicas se clasifican a su vez en escuelas integrales y selectivas. Las escuelas privadas incluyen escuelas católicas, otras escuelas confesionales y escuelas independientes no confesionales.
Por lo general, una escuela primaria imparte educación desde el nivel de jardín de infancia hasta el 6.º curso. Una escuela secundaria, normalmente denominada «high school», imparte educación desde el 7.º hasta el 12.º curso. Los colegios secundarios son escuelas secundarias que solo imparten clases de 11.º y 12.º curso. 

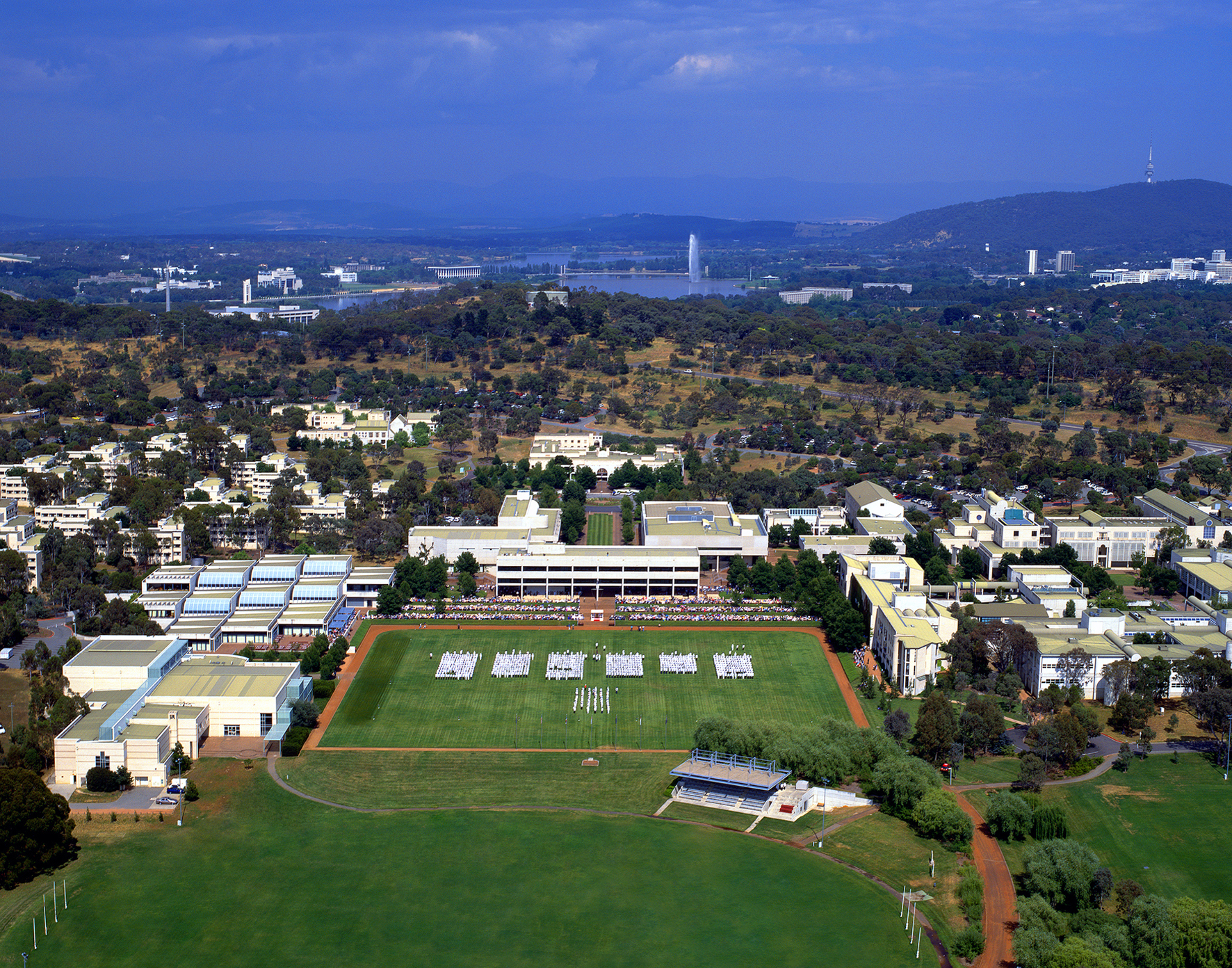
Academia de las Fuerzas Armadas de Australia (Australian Defence Force Academy)

La Autoridad de Normas Educativas de Nueva Gales del Sur clasifica los 13 años de educación primaria y secundaria en seis etapas, que comienzan con la etapa temprana 1 (jardín de infancia) y terminan con la etapa 6 (11.º y 12.º curso).
La Autoridad de Normas Educativas de Nueva Gales del Sur otorga un Certificado de Rendimiento Escolar (RoSA) a los alumnos que han completado al menos el 10.º curso, pero abandonan la escuela sin completar el Certificado de Educación Secundaria Superior. El RoSA se introdujo en 2012 para sustituir al antiguo Certificado Escolar.
El Certificado de Educación Secundaria Superior (HSC) es el certificado habitual de finalización del 12.º curso en Nueva Gales del Sur. El HSC es el título de secundaria más popular de Australia, con 75 493 alumnos matriculados en uno o más cursos del HSC en 2022. La mayoría de los alumnos completan el HSC antes de incorporarse al mercado laboral o de continuar sus estudios en la universidad o en el TAFE (aunque el HSC en sí mismo se puede completar en el TAFE). El HSC debe completarse para que un estudiante obtenga una puntuación de admisión a la educación superior australiana (anteriormente Índice de Admisión a la Universidad), que determina la clasificación del estudiante con respecto a sus compañeros que completaron el Certificado de Educación Secundaria Superior.

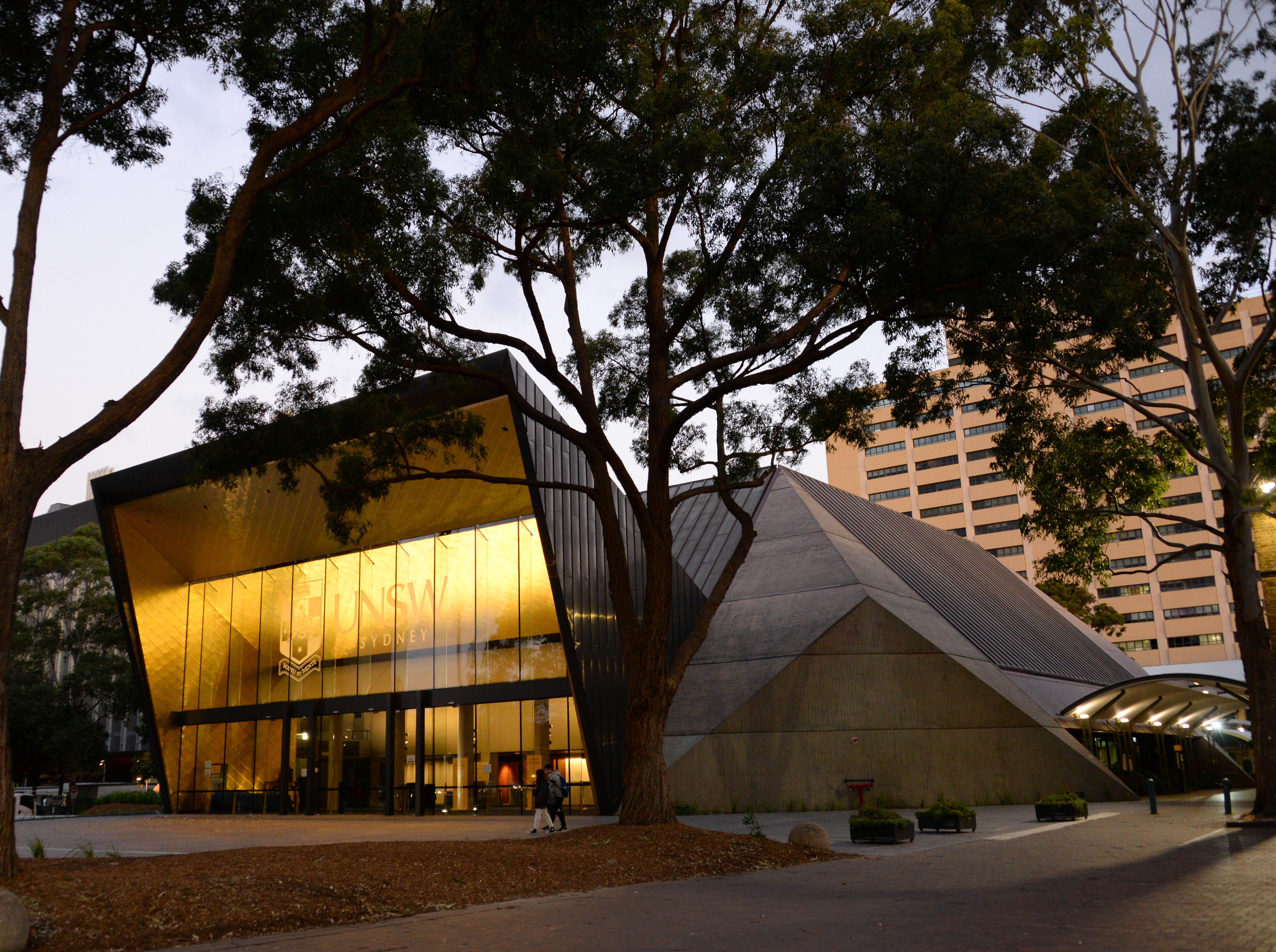
El auditorio John Clancy de la Universidad de Nueva Gales del Sur

Once universidades operan principalmente en Nueva Gales del Sur. Sídney es la sede de la primera universidad de Australia, la Universidad de Sídney, fundada en 1850. Otras universidades son la Universidad de Nueva Gales del Sur, la Universidad Macquarie, la Universidad Tecnológica de Sídney y la Universidad de Sídney Occidental. La Universidad Católica Australiana tiene tres de sus siete campus en Sídney, y la universidad privada Notre Dame Australia también tiene un campus secundario en la ciudad. 
Fuera de Sídney, las universidades más importantes son la Universidad de Newcastle y la Universidad de Wollongong. Armidale es la sede de la Universidad de Nueva Inglaterra y la Universidad Charles Sturt. La Universidad Southern Cross tiene campus repartidos por ciudades de la costa norte del estado.
Las universidades públicas son organismos del gobierno estatal; sin embargo, están reguladas en gran medida por el gobierno federal, que también administra su financiación pública. La admisión a las universidades de Nueva Gales del Sur se gestiona junto con las universidades del Territorio de la Capital Australiana por otra organización, el Centro de Admisión Universitaria.
La formación profesional hasta el nivel de diplomatura avanzada es impartida principalmente por los diez institutos de Educación Técnica y Superior (TAFE) del gobierno estatal. Estos institutos imparten cursos en 138 campus repartidos por todo el estado.

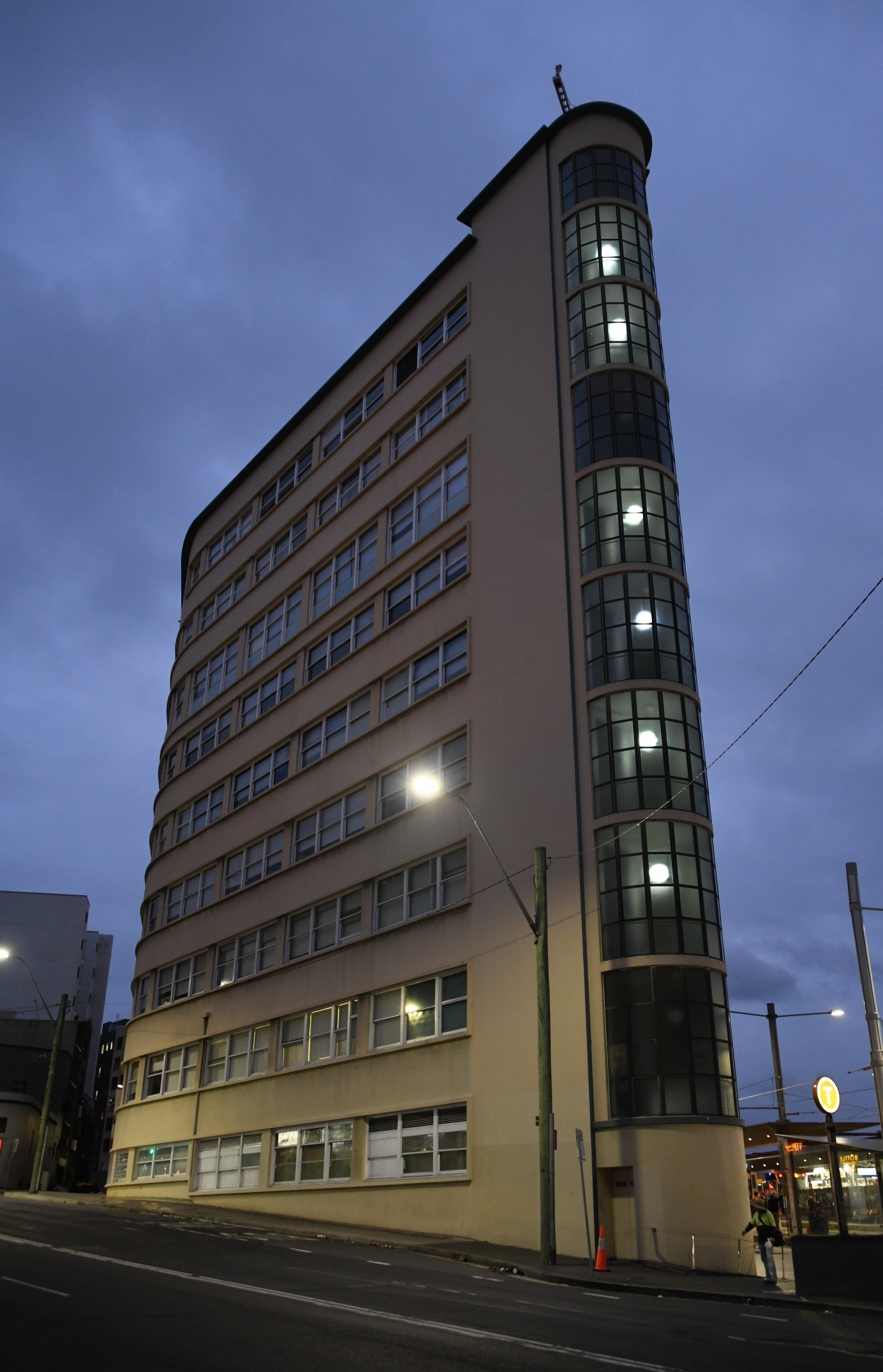
Hospital Dental de Sídney

### Salud
El Ministerio de Salud de Nueva Gales del Sur, conocido como NSW Health, es un departamento ministerial del Gobierno de Nueva Gales del Sur. NSW Health apoya las funciones ejecutivas y estatutarias de los ministros de Salud, Salud Regional, Salud Mental e Investigación Médica. El Ministerio también supervisa el rendimiento de las organizaciones sanitarias estatales que, en conjunto, conforman NSW Health. Es el principal responsable del sistema de salud pública de Nueva Gales del Sur, en particular a través de los hospitales públicos y de los organismos y autoridades estatutarias asociados, como el servicio de ambulancias de Nueva Gales del Sur.
La prestación de servicios sanitarios dentro del estado se asigna a quince distritos sanitarios locales, que operan en función de la zona, y a dos redes especializadas, que operan en función de otros criterios. En conjunto, estas organizaciones de salud pública prestan servicios en una amplia gama de entornos, desde los principales hospitales metropolitanos hasta los centros de atención primaria en las zonas remotas del interior, pasando por los servicios sanitarios especializados para reclusos o los servicios infantiles y pediátricos.
El Ministerio es el departamento ejecutivo del sistema de salud pública del estado de Nueva Gales del Sur. El sistema consta de quince distritos sanitarios locales, que operan en función de la zona, seis corporaciones sanitarias estatutarias, incluidas dos redes especializadas que operan en función de criterios relacionados con los pacientes, y trece organizaciones sanitarias afiliadas.
Los distritos sanitarios locales están dirigidos por una junta, cuyos miembros son nombrados por los ministros, y un director ejecutivo, que es un miembro de la junta nombrado para el cargo con el consentimiento del secretario. Los distritos sanitarios locales operan en función de la región geográfica, que suele estar formada por varias áreas de gobierno local, y son responsables de todos los hospitales públicos y otros servicios de salud pública de su región.  Son responsables de la coordinación y la gobernanza de estos servicios sanitarios, la planificación, la investigación y la evaluación de las necesidades sanitarias locales, su personal (a pesar de no estar autorizados a contratar personal por cuenta propia), y otros aspectos operativos y clínicos de la salud pública.

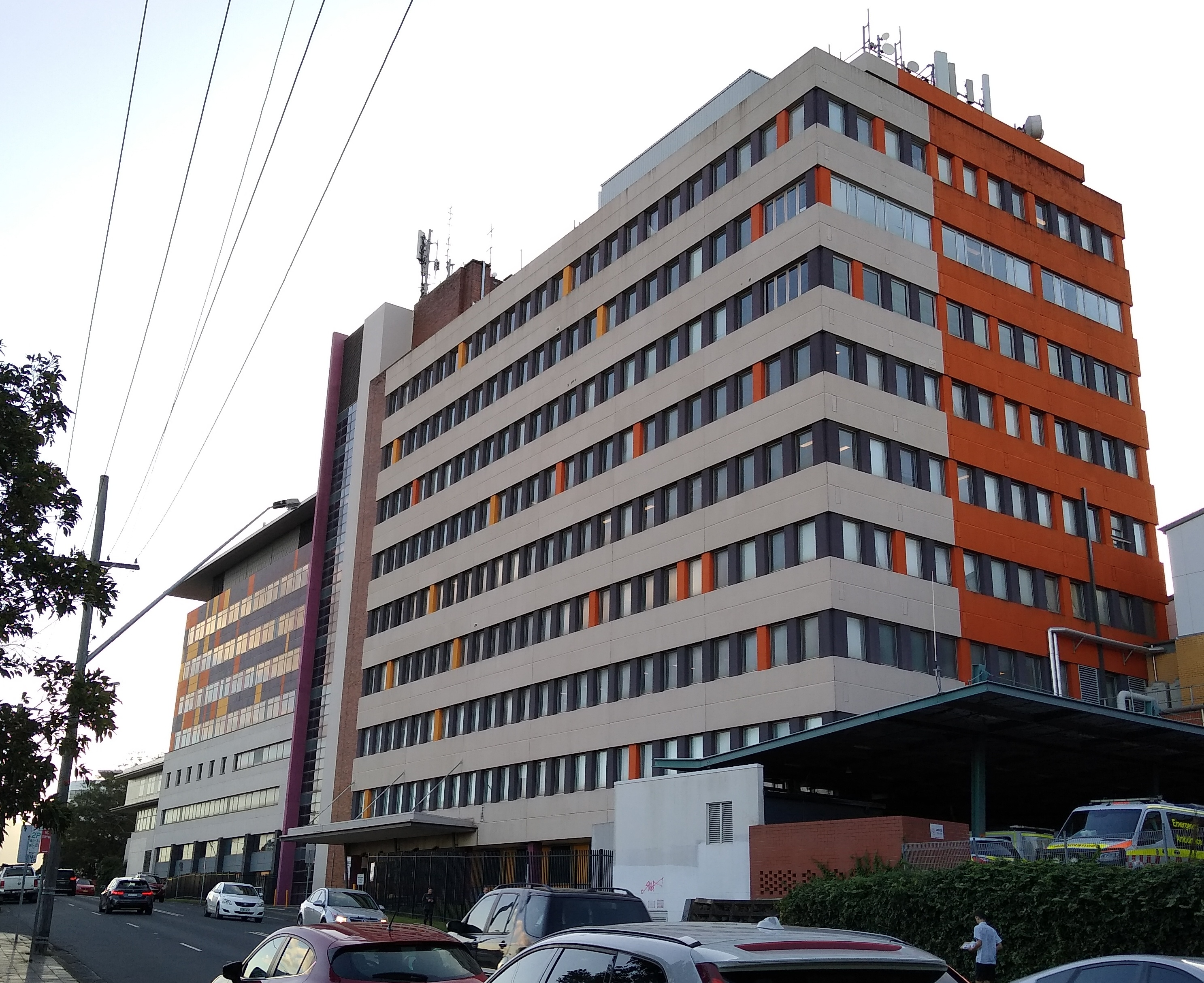
Hospital de Wollongong

Las áreas a las que prestan servicio los distritos sanitarios locales se definen en función de las áreas de gobierno local y, en el caso de dos distritos, de un área no gobernada por un área de gobierno local. Las fusiones de gobiernos locales de 2016 tuvieron un efecto menor en los límites de los distritos sanitarios locales del suroeste de Sídney y Sídney, debido a la fusión de las ciudades de Bankstown y Canterbury; sin embargo, como no se modificó la legislación que define los límites de los distritos, estos dos distritos siguen administrando las áreas que antes eran ayuntamientos.

## Transporte
El paso a través de Nueva Gales del Sur es vital para el transporte a nivel nacional. El ferrocarril y el tráfico por carretera desde Brisbane (Queensland) a Perth (Australia Occidental), o hacia Melbourne (Victoria) deben pasar a través de Nueva Gales del Sur.

### Ferrocarriles
La mayoría de los ferrocarriles en Nueva Gales del Sur son operados actualmente por el gobierno del estado. Algunas líneas comenzaron como ramales de ferrocarriles a partir de otros estados. Por ejemplo, Balranald cerca de la frontera con Victoria estaba conectado por una línea de ferrocarril que venía de Victoria y hacia Nueva Gales del Sur. Otra línea que comienza en Adelaida cruzó la frontera y se detuvo en Broken Hill.
La gestión de ferrocarriles está a cargo de RailCorp que construye ferrocarriles y mantiene el material rodante. Dicha compañía opera trenes en Sídney, Wollongong y Newcastle bajo el nombre de CityRail. Asimismo, opera servicios a nivel federal e interestatal bajo la insignia CountryLink.

### Carreteras

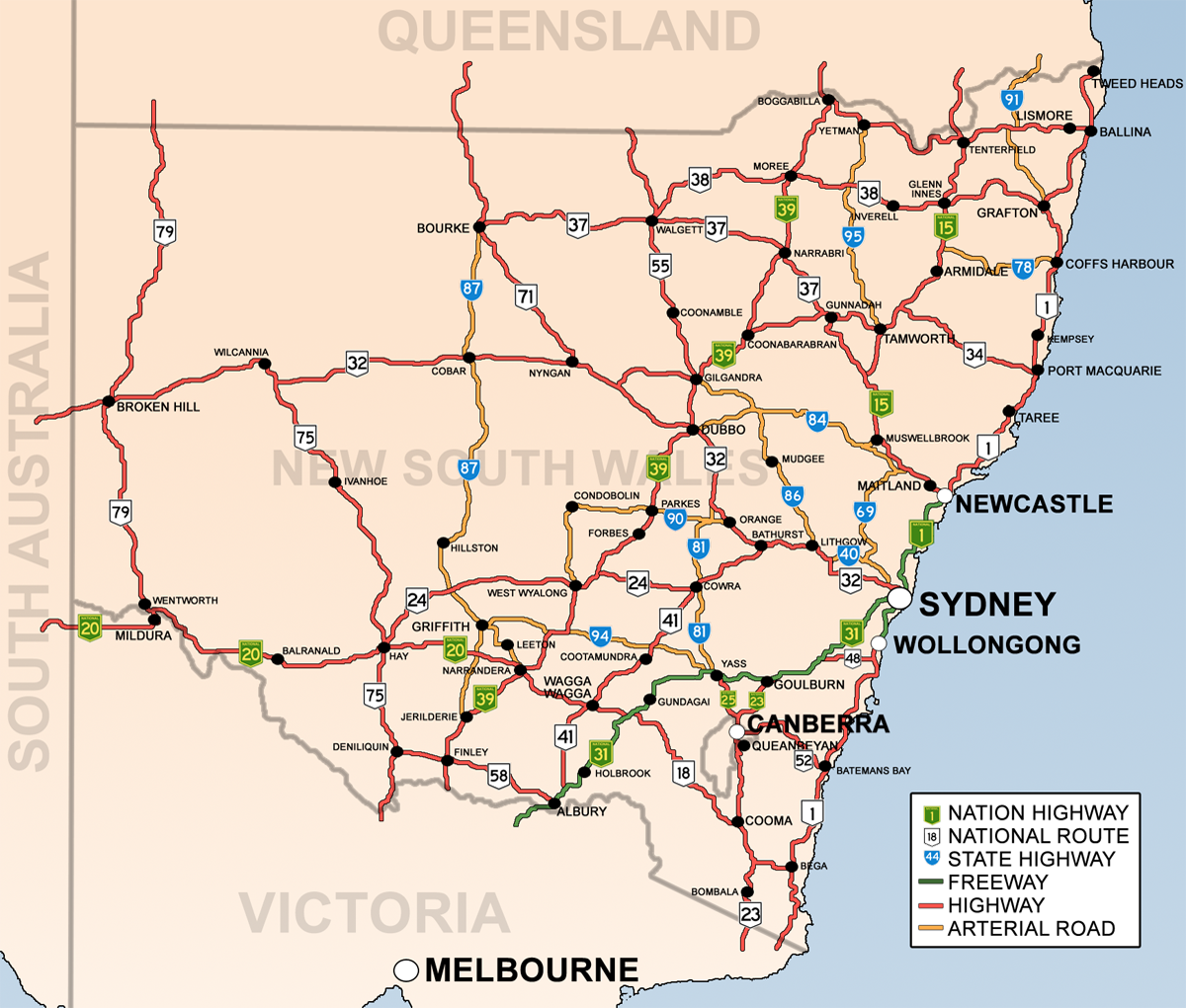
Mapa de Nueva Gales del Sur con sus principales carreteras.

Las carreteras principales están bajo la responsabilidad de los gobiernos tanto federal, como estatal. Este último mantiene estas a través de la Dirección de Vialidad y Servicios Marítimos ( Department of Roads and Maritime Services), ex Autoridad de Carreteras y Tráfico (Roads and Traffic Authority), y antes de eso, el Departamento de Carreteras Principales (Department of Main Roads, «DMR»).
Las carreteras más importantes de Nueva Gales del Sur:
- Hume Highway - conecta Sídney con Melbourne;
- Princes Highway - conecta Sídney con Melbourne a través de la costa sobre el mar de Tasmania;
- Pacific Highway - conecta Sídney con Brisbane a través de la costa pacífica;
- New England Highway - discurre de la Pacific Highway, en Newcastle hasta Brisbane por una ruta interna;
- Federal Highway - discurre desde la Hume Highway hacia el sur de Goulburn y hasta Canberra;
- Sturt Highway - discurre de la Hume Highway cerca de Gundagai hasta Adelaida (Australia Meridional);
- Newell Highway - conecta las zonas rurales de Victoria con Queensland, atravesando el centro de Nueva Gales del Sur;
- Great Western Highway - conecta Sídney con Bathurst. Como la Ruta 32 continúa hacia el oeste al igual que la Mitchell Highway en su momento Barrier Highway hacia Adelaida a través de Broken Hill.

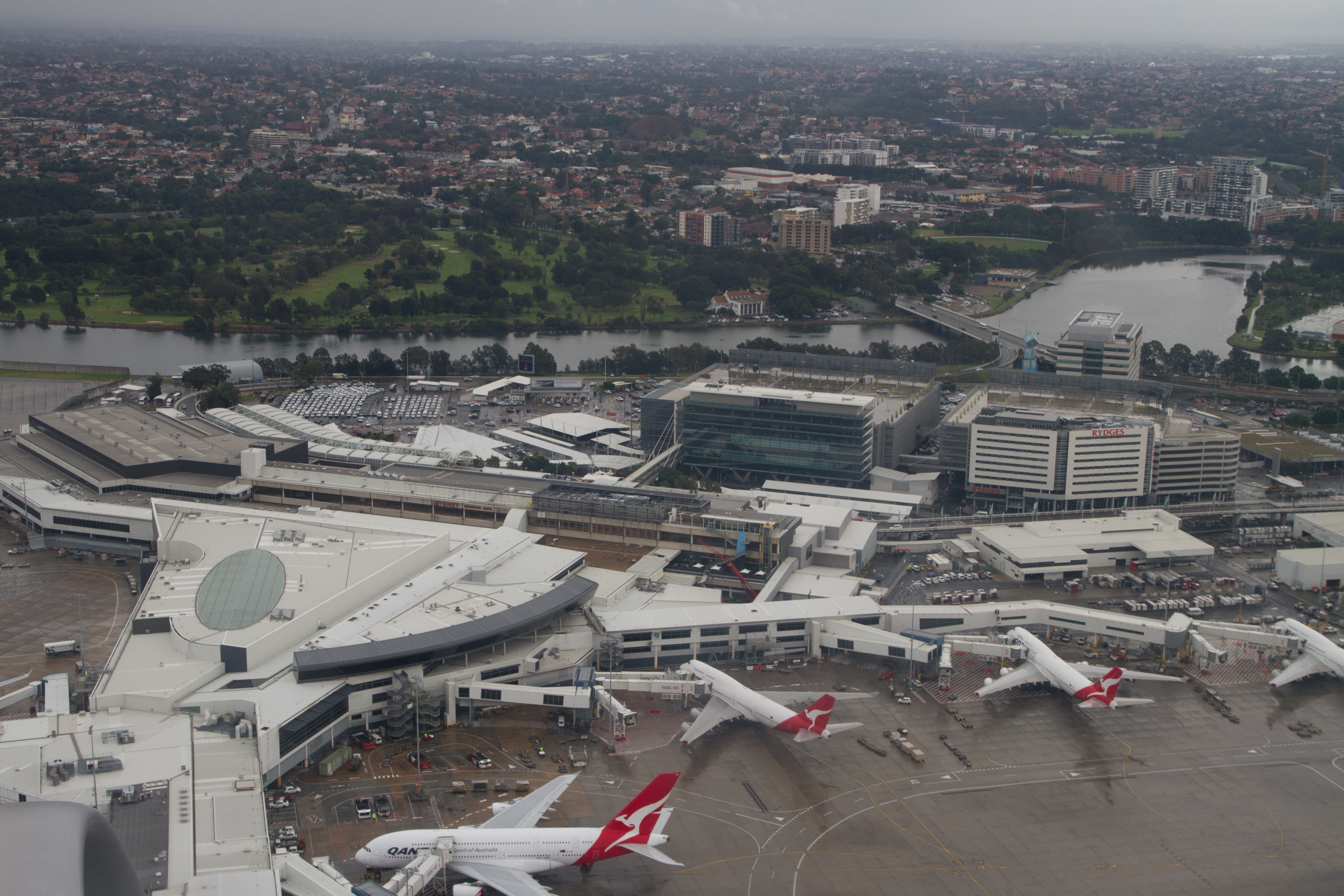
Aeropuerto internacional de Sídney

### Aéreo
El Aeropuerto Internacional Kingsford Smith (comúnmente conocido como Aeropuerto de Sídney, y localmente y erróneamente denominado Aeropuerto Mascot), ubicado en el suburbio meridional de Sídney de Mascot, es el principal aeropuerto para no solo el estado, sino para toda la nación. Es un eje para la aerolínea nacional australiana de Qantas.
Otras aerolíneas que operan en el estado:
- Aeropelican Air Services[98]
- Brindabella Airlines[99]
- Jetstar Airways[100]
- Rex Airlines – Regional Express[101]
- Virgin Australia[102] (anteriormente conocida como Virgin Blue Airlines).

### Transbordadores
El gobierno del estado a través de Sydney Ferries opera transbordadores en el puerto de Sídney y el río Parramatta. También cuenta con un servicio de transbordador a Newcastle. Todos los demás servicios de transbordador son privados.
La compañía Spirit of Tasmania gestionó un servicio comercial de transbordador  entre Sídney y Devonport, Tasmania. Este servicio se terminó en 2006.
Anteriormente, había un servicio de barcos privados entre Australia Meridional, Victoria y Nueva Gales del Sur por los ríos Murray y Darling, pero estos solo existen ahora como atracciones para el turista ocasional.

## Cultura

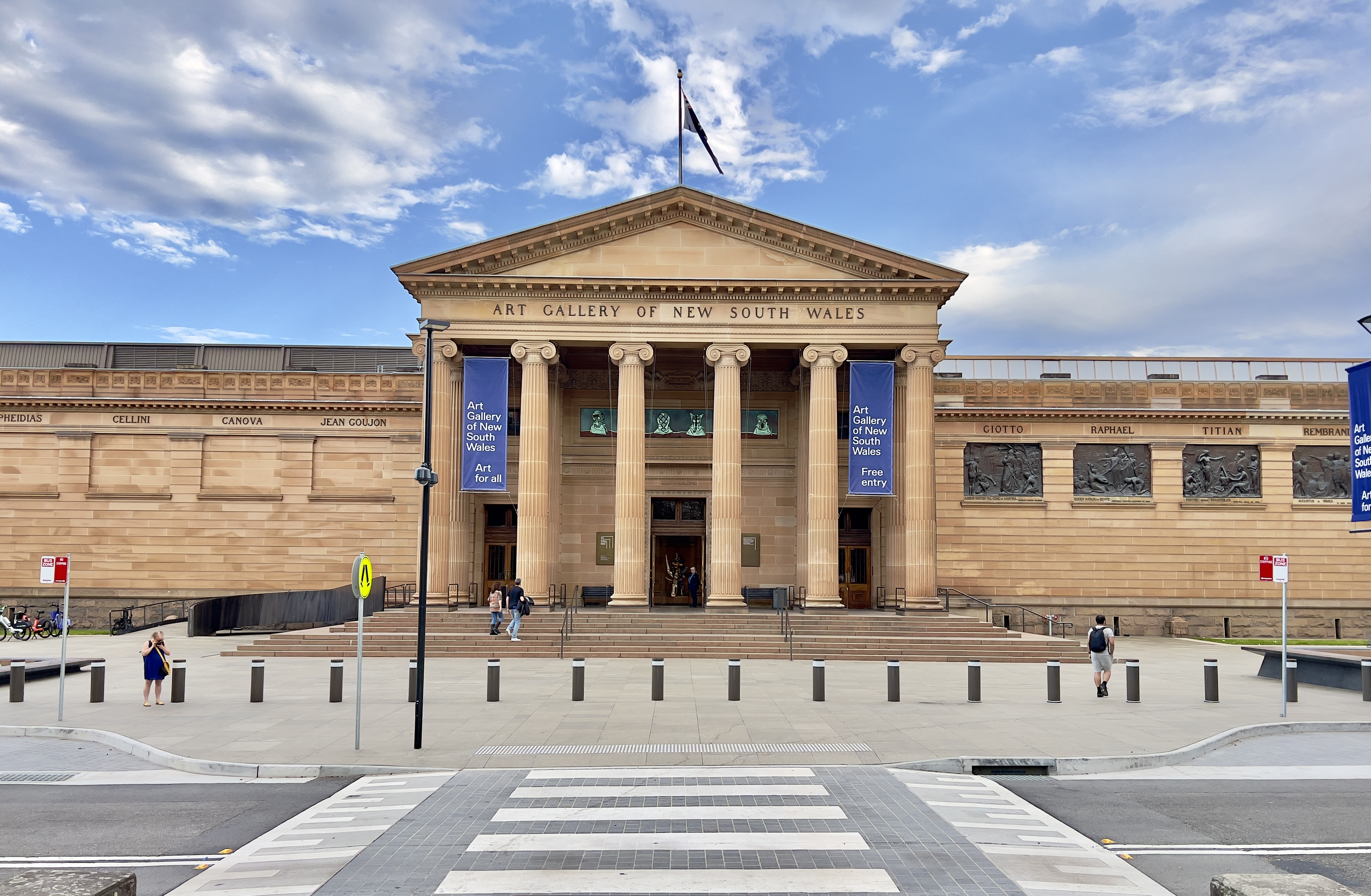
Galería de Arte de Nueva Gales del Sur

Como estado más poblado de Australia, Nueva Gales del Sur alberga varias instituciones culturales de importancia para la nación. En el ámbito musical, Nueva Gales del Sur es la sede de la Orquesta Sinfónica de Sídney (Sydney Symphony Orchestra), la orquesta más activa y grande de Australia. La compañía de ópera más grande de Australia, Opera Australia, tiene su sede en Sídney. Ambas organizaciones ofrecen una serie de abonos en la Ópera de Sídney. Otras instituciones musicales importantes son la Orquesta de Cámara de Australia (Australian Chamber Orchestra). Sídney acoge al Ballet Australiano durante su temporada en Sídney (el ballet tiene su sede en Melbourne). Además de la Ópera de Sídney, otros importantes escenarios musicales son el City Recital Hall y el Ayuntamiento de Sídney.
Nueva Gales del Sur alberga varios museos y galerías de arte importantes, como el Museo Australiano (Australian Museum), el Museo Powerhouse, el Museo de Sídney, la Galería de Arte de Nueva Gales del Sur (Art Gallery of New South Wales) y el Museo de Arte Contemporáneo.

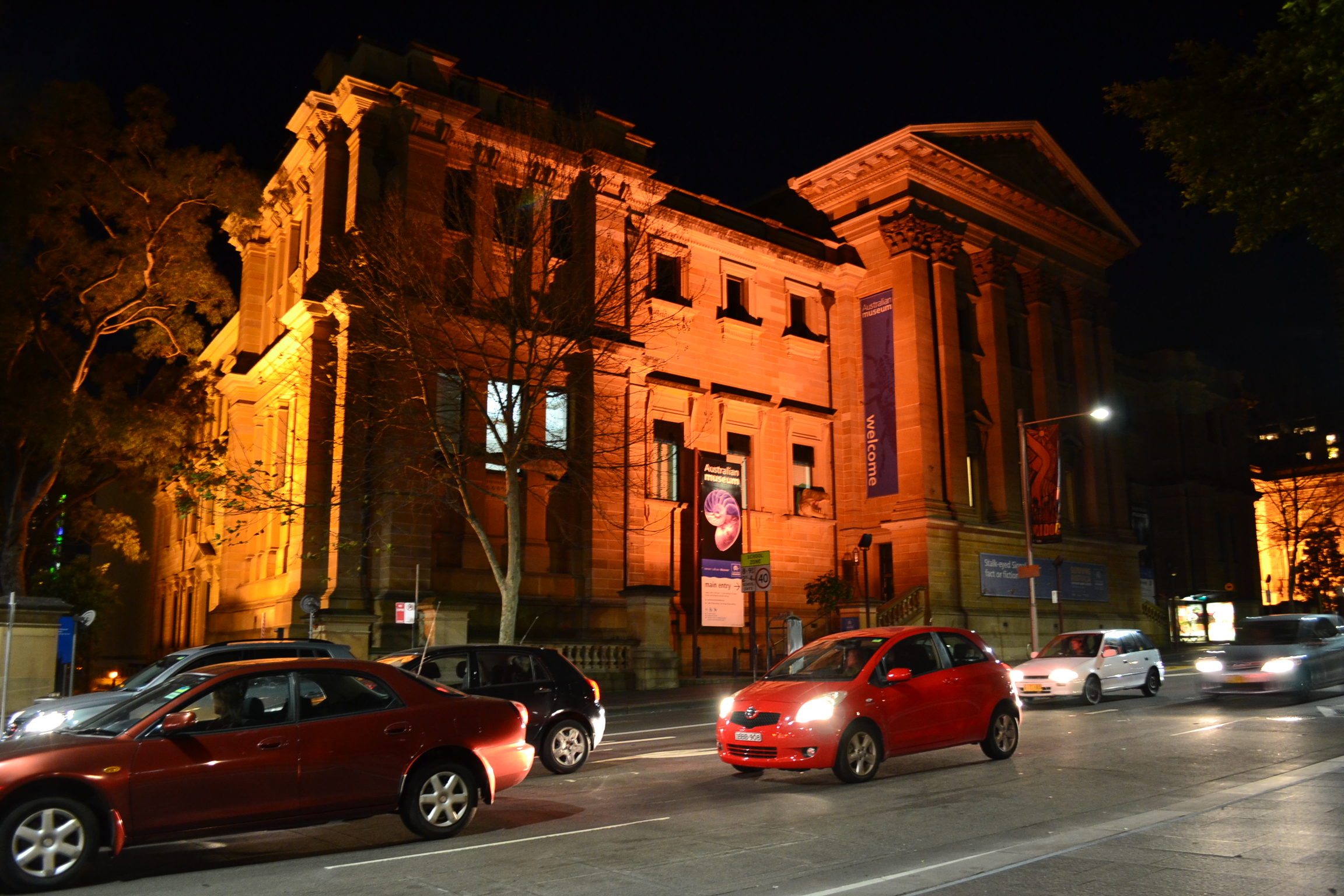
Museo Australiano

Sídney cuenta con cinco organizaciones de enseñanza de las artes, todas ellas con alumnos de renombre mundial: la Escuela Nacional de Arte, la Facultad de Bellas Artes, el Instituto Nacional de Arte Dramático (NIDA), la Escuela Australiana de Cine, Televisión y Radio y el Conservatorio de Música (ahora parte de la Universidad de Sídney).
Nueva Gales del Sur es el escenario y lugar de rodaje de muchas películas australianas, entre ellas Mad Max 2, que se rodó cerca de la ciudad minera de Broken Hill. El estado también ha atraído producciones internacionales, tanto como escenario, como en Misión: Imposible 2, como sustituto de otros lugares, como se ve en la franquicia Matrix, El gran Gatsby y Invencible. 20th Century Fox opera Fox Studios Australia en Sídney. Screen NSW, que controla la industria cinematográfica del estado, genera aproximadamente 100 millones de dólares al año para la economía de Nueva Gales del Sur.

## Deporte

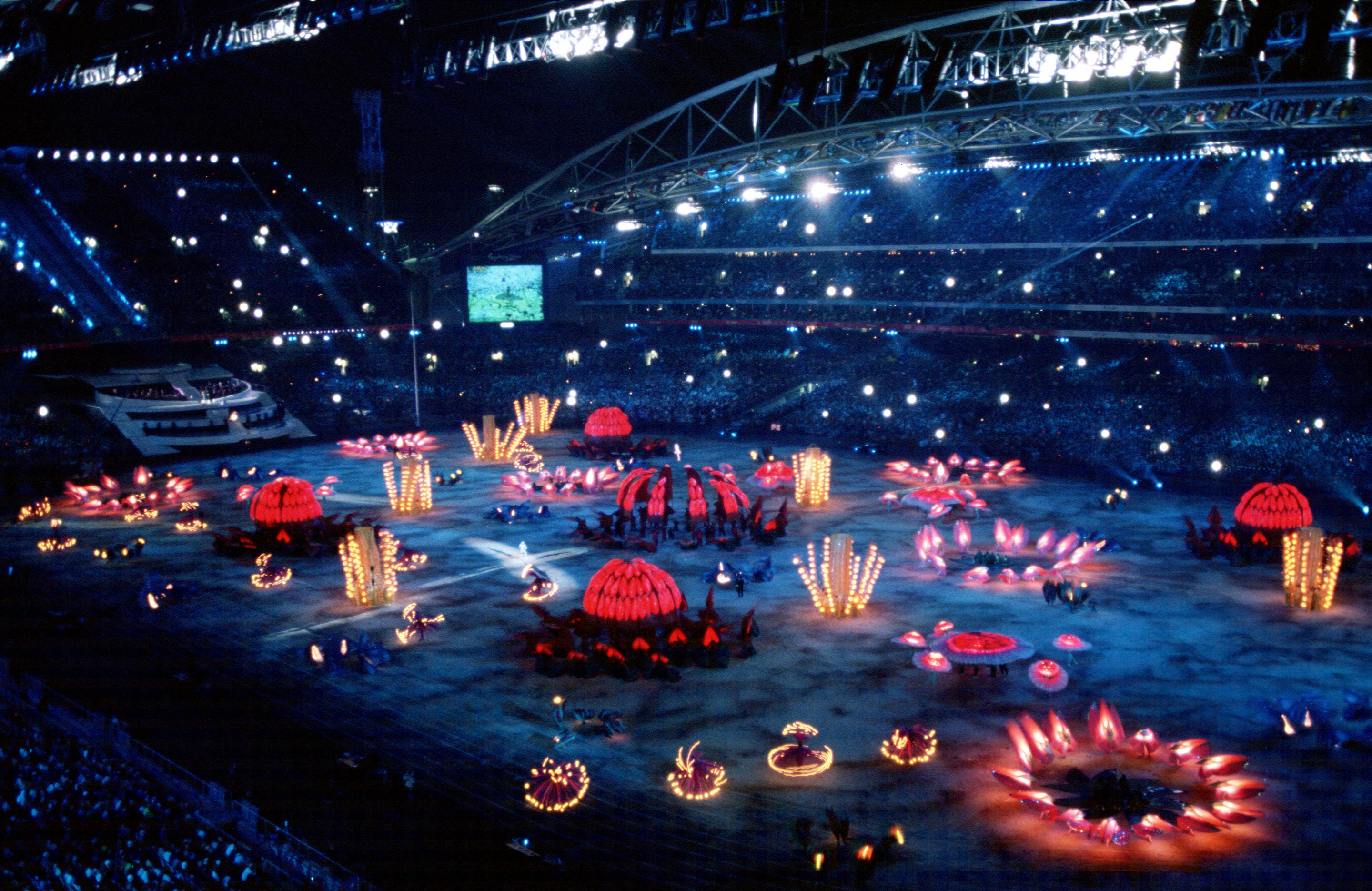
El Estadio Australia durante los Juegos Olímpicos de 2000

El principal deporte en Nueva Gales del Sur es el rugby a 13. La National Rugby League se origina en la Liga de Rugby de Nueva Gales del Sur, y actualmente cuenta con diez equipos del estado. La selección de Nueva Gales del Sur se enfrenta anualmente a la de Queensland en el "State of Origin", una de las competiciones deportivas más populares del país. También hay un partido anual entre las selecciones de rugby a 13 de la capital e interior.
El rugby a 15 también es muy popular en Nueva Gales del Sur. Los New South Wales Waratahs representan al estado en el Super Rugby, el torneo de selecciones regionales del hemisferio sur.
El fútbol australiano fue históricamente secundario en Nueva Gales del Sur con respecto a ambas variantes del rugby. En la Australian Football League juegan los Sydney Swans desde 1982 (campeón en 2005 y 2012) y los Greater Western Sydney Giants desde 2012.
La selección de cricket de Nueva Gales del Sur juega en el Sheffield Shield y la One-Day Cup. En tanto, los Sydney Sixers y el Sydney Thunder juegan en la Big Bash League.

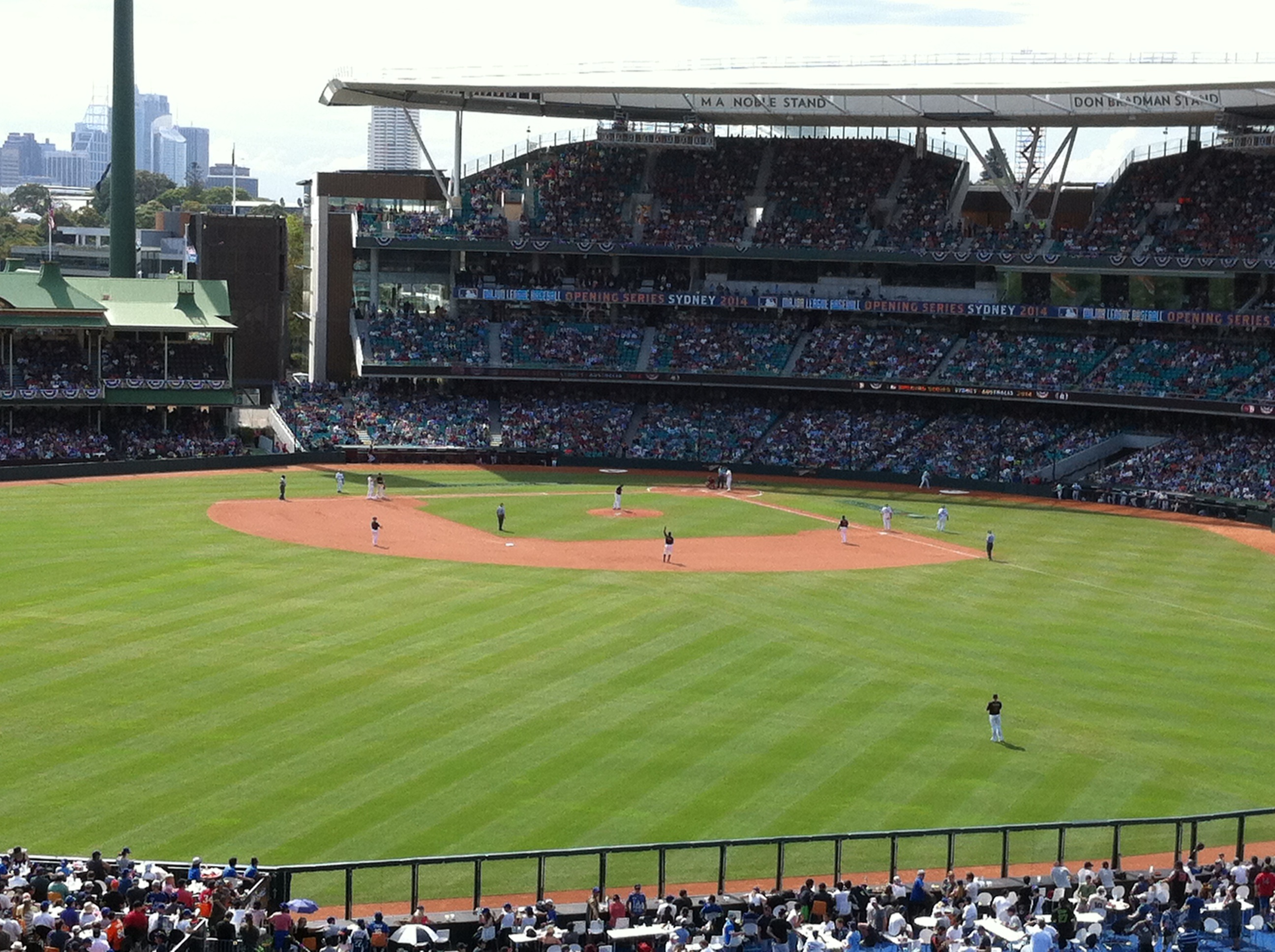
Partido de la Major League Baseball entre los Dodgers de Los Ángeles y los Arizona Diamondbacks disputado en el Sydney Cricket Grounds en Nueva Gales del Sur

En cuanto a fútbol, el estado tiene actualmente cuatro equipos en la A-League: Sydney FC, Western Sydney Wanderers, Newcastle Jets y Central Coast Mariners. También tiene dos equipos profesionales de baloncesto (Sydney Kings y Wollongong Hawks) y uno de netball (New South Wales Swifts).
Los 1000 km de Bathurst del V8 Supercars es la carrera nacional de automovilismo más prestigiosa y se disputa en el circuito de Mount Panorama. Dicho campeonato también ha corrido en los autódromos de Eastern Creek y Oran Park, así como en el circuito callejero de Homebush.
Sydney fue sede de los Juegos de la Mancomunidad de 1938 y los Juegos Olímpicos de 2000. Asimismo, el Torneo de Sídney de tenis se disputa desde 1885 y forma parte de los circuitos ATP desde 1970 y WTA desde 1990.
La primera organización deportiva importante a nivel estatal para mujeres se creó en 1933 con la creación del Consejo Deportivo Amateur Femenino de Nueva Gales del Sur. La primera patrocinadora del consejo fue Gwendolyn Game. La función de este consejo era actuar como grupo de presión deportivo femenino para conseguir que los consejos estatales y locales, así como los clubes deportivos, crearan o mejoraran las instalaciones para las mujeres y crearan mayores oportunidades para ellas en el deporte. En 1930 se celebró un campamento de hockey sobre hierba para el área metropolitana y el interior de Nueva Gales del Sur.

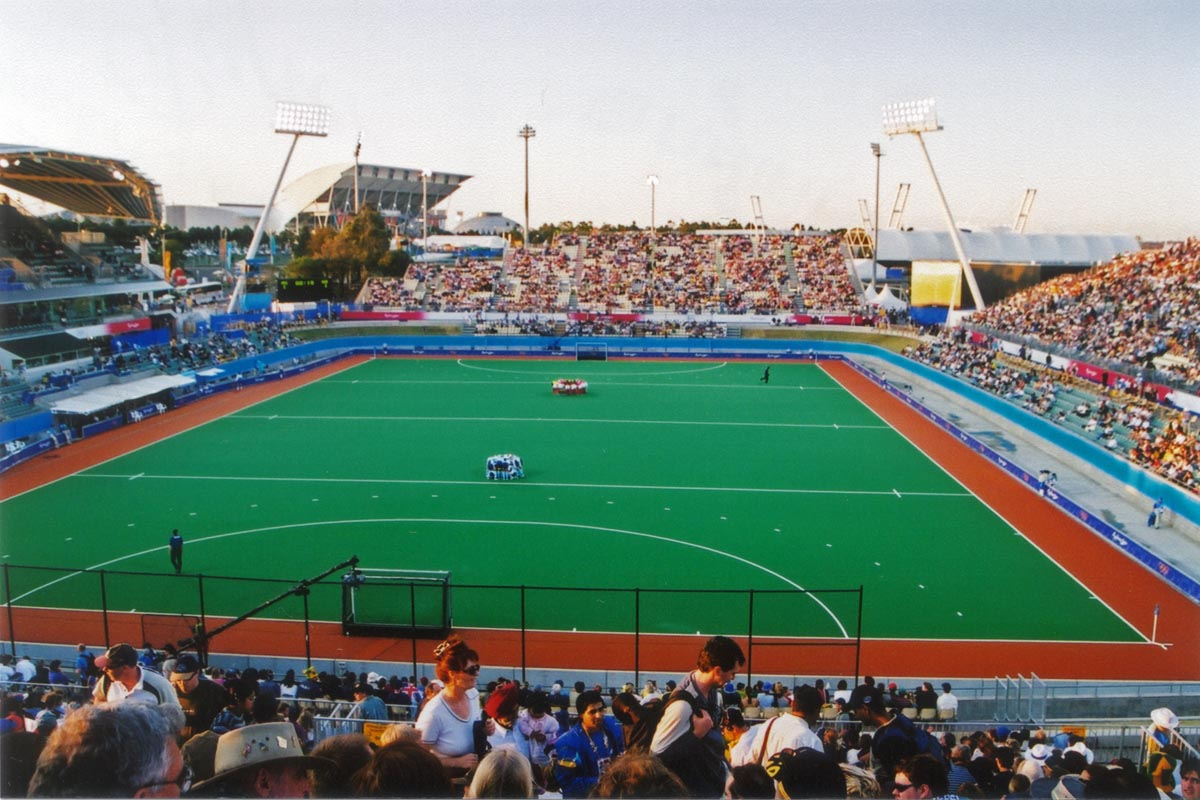
Centro de Hockey del Parque Olímpico de Sídney

En 1955, por invitación de la Asociación Femenina de Hockey de Nueva Gales del Sur, el entrenador de la selección nacional de Inglaterra visitó el estado y organizó varias clínicas de entrenamiento. Tras esta gira se desarrolló un programa de entrenamiento. En 1957, 62 mujeres habían completado el curso. En 1984, el primer ministro de Nueva Gales del Sur decidió prohibir un combate entre dos kickboxers femeninas, citando la cláusula 27.1 de la Ley de Teatros y Salas Públicas de 1908 relativa a la preservación de las buenas costumbres y el decoro. En enero de 1994, la jugadora de críquet Denise Annetts presentó una denuncia ante la Junta Antidiscriminación de Nueva Gales del Sur alegando que no había sido seleccionada para la selección nacional por ser heterosexual.
Un estudio sobre la cobertura deportiva en las zonas rurales de Nueva Gales del Sur reveló que la cobertura favorecía los deportes masculinos, siendo la cobertura de los deportes femeninos inferior a la de los deportes ecuestres y ligeramente superior a la de las carreras de perros. Entre 1890 y 1990, la cobertura de los deportes femeninos en el Newcastle Herald aumentó del 3,2 % del total de la cobertura deportiva al 15,7 %.

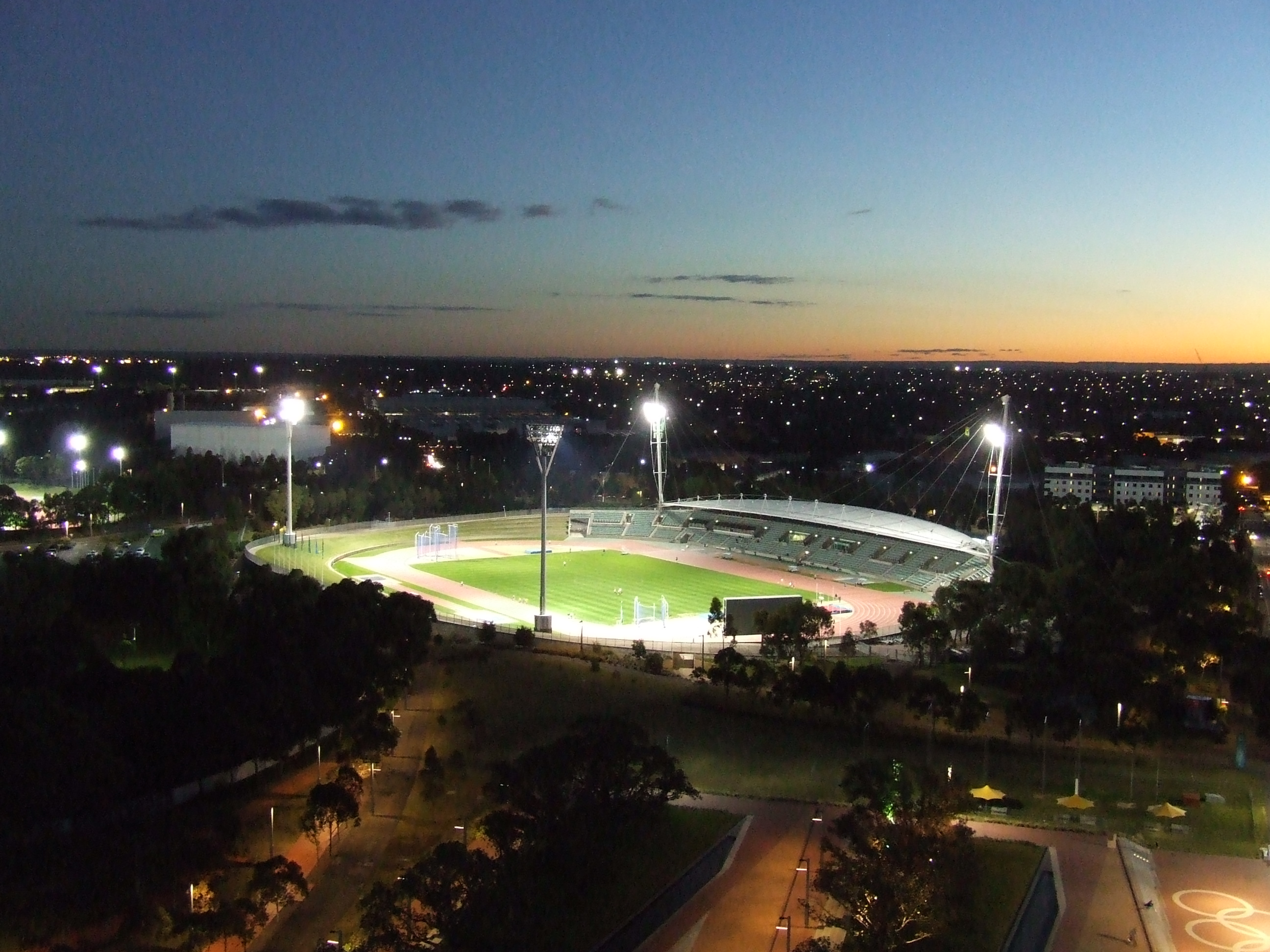
Centro Atlético del Parque Olímpico de Sídney

La Ley contra la discriminación de las personas transgénero de Nueva Gales del Sur de 1996 permite la discriminación de género en el deporte.
En la Universidad de Sídney, existían dos organizaciones deportivas paralelas que se remontaban a la década de 1890. Una era para hombres, la Unión Deportiva, y otra era para mujeres, las Asociaciones Deportivas Femeninas. Se intentó fusionarlas durante la década de 1890, en 1922 por razones económicas, en 1934 y en 1973. Ninguno de estos intentos tuvo éxito. Durante la década de 1960 y de nuevo en la de 1970, el número de miembros de la Asociación Deportiva Femenina de la Universidad de Sídney se duplicó. En 1982, la organización entregó por primera vez los premios a la deportista y al equipo deportivo del año.
En 1971 se creó el club de voleibol femenino, y dos años más tarde se fundaron los clubes de montañismo, orientación y piragüismo. El club de piragüismo se separó en 1976 y el club femenino de gimnasia y trampolín se fundó en 1970. En 1980 se fundaron un club femenino de fútbol y un club femenino de windsurf. El club femenino de escalada y el club femenino de levantamiento de pesas se fundaron en 1984. El club femenino de aikido se fundó un año más tarde. El club femenino de taekwondo y el club femenino de triatlón se fundaron en 1989. 

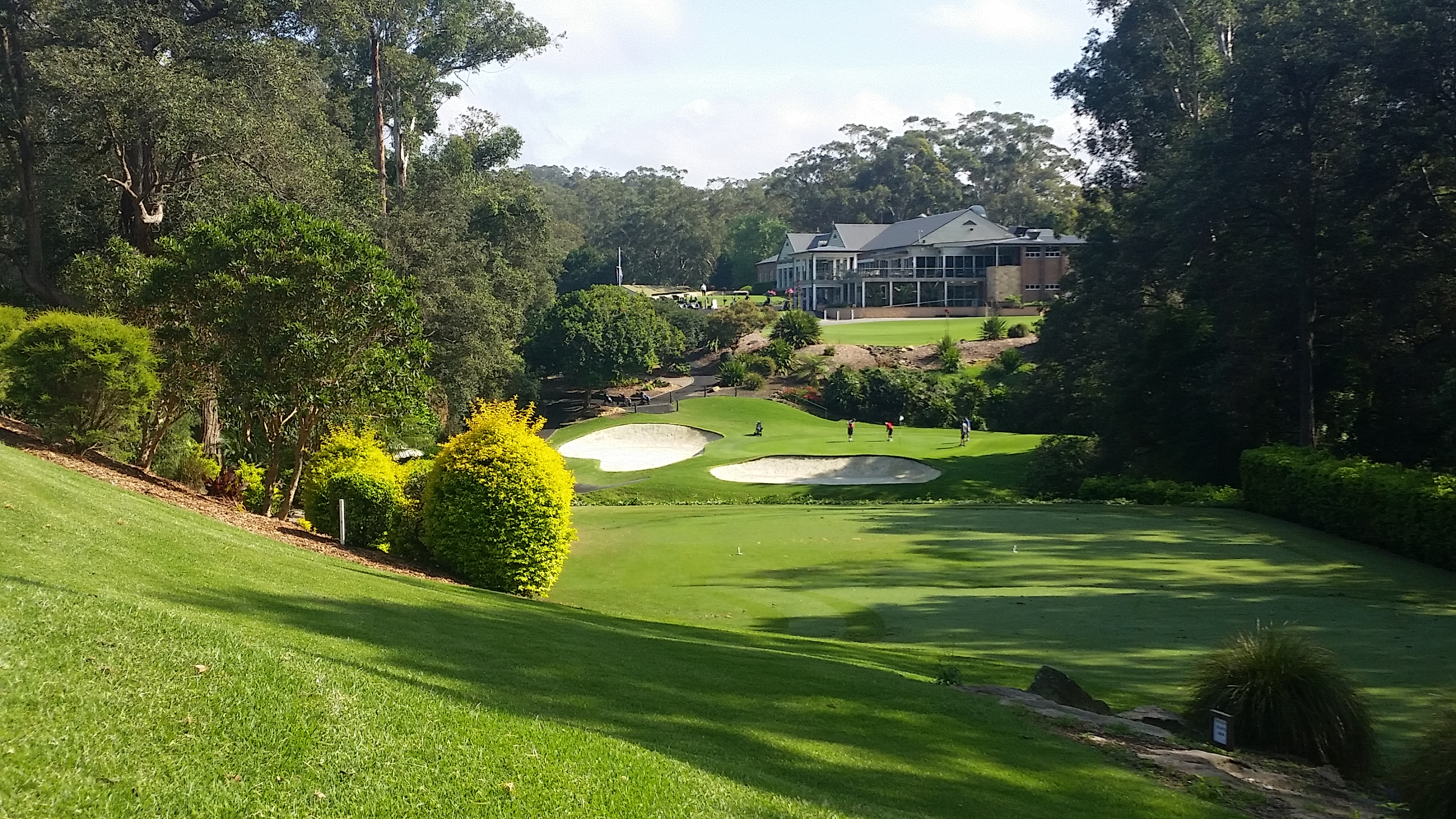
Club de Golf de Pennant Hills

Un año más tarde, se fundó el club femenino de esquí acuático. El club femenino de fútbol americano se fundó en 1992. El club femenino de ciclismo se fundó en 1993 y se fusionó con el club de triatlón en 1995. El club femenino de rugby se fundó en 1994. Durante la década de 1990, las integrantes de la Asociación Deportiva Femenina a menudo superaban a sus homólogos masculinos en las competiciones internacionales.
Entre las mujeres que salieron de los clubes de la Asociación se encontraban las jugadoras de waterpolo Jenny MacGregor, Julie Sheperd, Cathy Parkes, Naomi Woodberry y Cathy Turner, y la regatista Adrienne Cahalan. 